# Habsburg-ház
A Habsburg-ház vagy Habsburg-dinasztia (németül: Haus Habsburg, csehül: Habsburská dynastie, spanyolul: Casa de Habsburgo, olaszul: Casa d'Asburgo), amely ismert még Ausztriai-ház (németül: Haus Österreich, csehül: Rakousko dynastie, spanyolul: Casa de Austria, olaszul: Casa d'Austria) néven is, Európa történelmének egyik legnagyobb és legbefolyásosabb uralkodóháza volt; a Habsburg-családból származott, amely család a nevét a mai Svájc területén fekvő birtokáról (váráról) kapta. A ház két fő ága az osztrák Habsburgok és a spanyol Habsburgok voltak. Előbbi legfontosabb uralkodói címei közé tartoztak a Szent Római Birodalom (Német-római Birodalom) császári illetve királyi címe, valamint a magyar királyi és a cseh királyi címek; míg utóbbiak a spanyol és – viszonylag rövid ideig – a portugál királyi címet viselték. A spanyol ág II. Károly király elhunytával 1700-ban, az osztrák ág pedig Mária Terézia császárné és királynő 1780-ban bekövetkezett halálával halt ki. A dinasztia Mária Terézia utódai révén tovább élt a Habsburg–Lotaringiai-házban.

## A Habsburg-ház eredete és a legjelentősebb uralkodói címek megszerzése
A család eredete a X. századig nyúlik vissza. Az első jelentős ős az Elzászból származó, feltehetően alemann eredetű, 973 körül meghalt Gazdag Guntram volt, bár ő még nem viselte a Habsburg nevet. Gazdag Guntram unokája, I. Werner (975/980 – 1028), Strassburg püspöke építette – állítólag – Habichtsburg várát (Héjavár), amely a mai Svájc területén, Aargau kantonban, az Aare és a Reuss folyók egybefolyásánál állt. I. Werner öccsének, Radbot (985 körül–1045) grófnak (és utódainak) már Habsburg vára lett grófi székhelye. Azonban a családból a Habsburg nevet saját magának a Habsburg grófjaként történő megjelölésére először II. Ottó (?–1111) gróf, Radbot unokája viselte.
II. Ottó gróf szépunokáját, IV. Rudolf grófot a választófejedelmek 1273-ban a Szent Római Birodalom (Német-római Birodalom) királyává választották I. Rudolf néven, de vele még nem tudta a Habsburg-ház a birodalomban az uralkodását "örökletessé" tenni. Azonban miután I. Rudolf király szépunokáját, V. Albert ausztriai (alsó-ausztriai) herceget 1438-ban II. Albert néven királlyá választották, a birodalom 1806-ban bekövetkezett megszűnéséig a Szent Római Birodalom uralkodói – az 1742–1745 közötti időszakot kivéve – a Habsburg-házból, illetve a Habsburg–Lotaringiai-házból kerültek ki.
Még I. Rudolf királynak sikerült a Babenberg-örökséget megszerezni, és 1278-tól 1780-ig, a ház osztrák ágának a kihalásáig Ausztria hercegei és főhercegei a Habsburg-házból kerültek ki, majd 1806-ig a Habsburg–Lotaringiai-házból. Uralmukat csak rövid időre (1485–1490) szakította meg Hunyadi Mátyás király regnálása.
1496-ban Szép Fülöp herceg feleségül vette Johanna (1479–1555) kasztíliai hercegnőt. A herceg később (1506) I. Fülöp néven a felesége jogán Kasztília és León királya lett. Szép Fülöp és Johanna fia, V. Károly (1500–1558) császár, aki I. Károly néven már Spanyolország királya volt. A Habsburgok spanyol ágából származó uralkodók Szicília és Nápoly királyai is voltak, sőt 1580 és 1640 között Portugália királyai is.
V. Károly, aki I. Károly néven Ausztria uralkodó főhercege volt, 1521-ben erről az uralkodói címről lemondott: utóda öccse, I. Ferdinánd főherceg lett, aki megalapította a ház osztrák ágát, a császári cím is a család ezen ágához került át. I. Ferdinánd főherceget ugyanis előbb – I. Ferdinánd néven – 1531-ben a Szent Római Birodalom királyává koronázták, majd bátyjának a császári címről történt 1556-os lemondását követően a birodalom császára is lett. Koronázására 1558-ban került sor.
I. Ferdinánd 1526-ban a Habsburg–Jagelló házassági szerződés révén Magyarország (és így Horvátország), valamint Csehország királya lett. Ettől kezdve a Szapolyai-család regnálásától (1526–1571) eltekintve az Osztrák–Magyar Monarchia 1918-as megszűnéséig a Habsburg-ház, majd a Habsburg–Lotaringiai-ház adta Magyarország királyait; hasonlóképpen 1918-ig – az 1619–1620 és az 1741–1743 időszakokat kivéve – Csehország királyai is a Habsburg-házból, majd a Habsburg–Lotaringiai-házból kerültek ki. Azonban nem I. Ferdinánd volt az első Habsburg a cseh és a magyar trónon: III. Rudolf, Ausztria hercege I. Rudolf néven Csehország királya volt már 1306–1307 között. Mellette V. Albert, Ausztria (Alsó-Ausztria) hercege volt Albert néven Csehország királya (1438–1439), és szintén Albert néven, Magyarország királya (1437–1439). Az ő fia, Utószülött László Csehország királya, V. László néven pedig Magyarország királya.
A XVI. század elejétől a Habsburg-ház Európa egyik legerősebb, legmeghatározóbb uralkodóháza lett.

## A spanyol Habsburgok

### A Spanyol Királysághoz vezető út

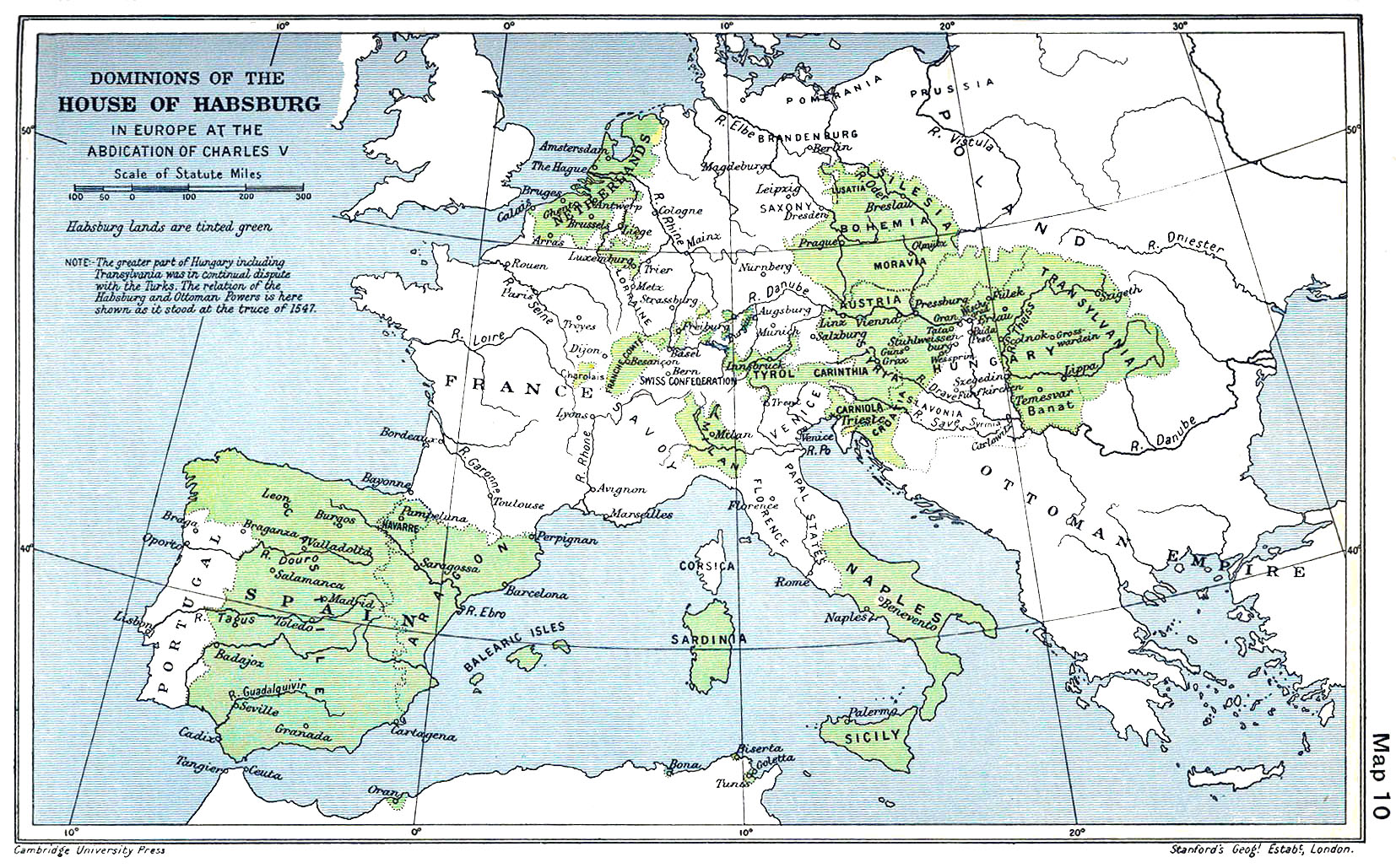
A Habsburgok által Európában uralt területek (zöld színnel jelölve), a mühlbergi csata után (1547), a The Cambridge Modern History Atlasban (1912). – A Szent Római Birodalmat és a Spanyol Birodalomhoz tartozó, újvilági területeket, nem tünteti fel a térkép.

I. Miksa, a leendő római (német) király és császár 1477-ben feleségül vette Burgundiai Mária hercegnőt, a Burgundiai Hercegség örökösnőjét. XI. Lajos francia király és utóda, VIII. Károly azonban nem fogadták el azt, hogy a hercegi címet a házasság folytán I. Miksa utódai, azaz, a Habsburg-ház tagjai örököljék. Emiatt két burgundiai örökösödési háború robbant ki (1477–1482, valamint 1486–1493 között), a harcok 1493-ban békekötéssel értek véget. A megállapodás értelmében I. Miksa fennhatósága alatt maradt Németalföld és a Burgund Szabadgrófság.
A megállapodás ellenére I. Miksa bizalmatlan maradt a franciák irányába, akiknek itáliai ambíciói is aggasztották, ezért a "Katolikus Királyok", azaz I. (Kasztíliai) Izabella, valamint férje, II. (Aragóniai) Ferdinánd felé közeledett, akik házassága megteremtette a Spanyol Királyság alapjait.
Az uralkodók 1496-ban házassági szerződést is kötöttek. Ennek értelmében I. Miksa fia, Szép Fülöp herceg feleségül vette a "Katolikus királyok" leányát, Johanna hercegnőt; míg Fülöp testvére, Margit hercegnő Johanna testvéréhez, János herceghez, a trónörököshöz ment feleségül. János herceg azonban 1497-ben, nővére, Izabella hercegnő pedig 1498-ban, meghalt, így Johanna hercegnő lett a trónörökös. 1504-ben, I. Izabella királynő halálakor Johanna a kasztíliai trónra is lépett, férje pedig a felesége jogán két évvel később, 1506-ban Kasztília és León királya lett I. Fülöpként, de még ebben az évben, váratlanul meghalt. (Kortársai mérgezést sejtettek.) I. Fülöp felesége megzavarodott a férje hirtelen halála miatt (ezért emlegetik úgy mint „Őrült Johanna”), és ezért 1506-tól már csak névleges királynő volt. Az uralkodói teendőket Kasztíliában régensként, Aragóniában a saját jogán az apja, II. Ferdinánd látta el 1516-ban bekövetkezett haláláig.
Ekkor (1516-ban), Károly herceg, I. Fülöp és I. Johanna fia lépett a trónra. Őt I. Károly néven már Spanyolország királyának tartjuk, noha 1519-ben kiadott rendeletben Kasztília, León (és egyebek) királyaként jelölik meg őt. (Édesanyja 1555-ben bekövetkezett haláláig formálisan, az édesanyjával együtt uralkodott, I. (II.) Johanna ugyanis továbbra is Kasztília és Aragónia királynője volt.) I. Károly nemcsak Spanyolország – és a hatalmas spanyol gyarmatbirodalom, „amely felett sohasem nyugodott le a nap” – uralkodójává vált: a spanyol királyi címmel együtt Szicília, valamint Nápoly királya lett. Apai nagyapja, I. Miksa császár halálát követően (1519) a Szent Római Birodalom királya, majd császára V. Károly néven, sőt Ausztria uralkodó főhercege is (I. Károly).

### Habsburgok a Spanyol Királyság élén

#### V. Károly
V. Károly uralkodása során (az elsősorban Kasztíliában, de Spanyolország más részeiben is 1520–1522 között lezajlott, szociális indíttatású városi felkeléseken túl) három súlyos konfliktussal szembesült.
Az egyik ilyen konfliktus a francia-Habsburg összecsapás volt. Mivel V. Károly egy személyben volt Spanyolország és a Szent Római Birodalom uralkodója, I. Ferenc francia király az országa bekerítésétől tartott. A francia-Habsburg viszály az Itáliáért folytatott harcokban éledt fel, ez négy itáliai háborúhoz vezetett 1521–1526, 1526–1530, 1536–1538, és 1542–1544 között. V. Károly a francia igényekkel szemben nemcsak a Nápolyi Királyságot tartotta meg, hanem rábírta I. Ferencet, mondjon le a Milánói Hercegség megszerzéséről. Ekkor történt az is, hogy Firenzébe visszatérhetett a Medici-család.
V. Károly uralkodásának végén ismét háborúhoz vezetett a Habsburg-Valois vetélkedés: I. Ferenc fia, II. Henrik király, miután szövetségre lépett az V. Károllyal szembenálló protestáns német fejedelmekkel, 1552-ben, egyebek mellett elfoglalta a Szent Római Birodalomhoz tartozó Metz városát. V. Károly későbbi, Metz visszafoglalását célzó hadjárata nem érte el célját. A felek 1556-ban fegyverszünetet kötöttek.
A második kiemelkedő konfliktus a spanyolok és az Oszmán Birodalom, illetve a velük szövetséges kalózok közötti harcok. Hajreddin Barbarossa, a Földközi-tengeren sikeresen harcoló, a spanyol és az itáliai partokat is pusztító kalózvezér 1519-ben elismerte I. Szelim szultán fennhatóságát, ezzel a folyamatosan terjeszkedő Oszmán Birodalom érdekelt lett a Földközi-tenger nyugati medencéjében, megkezdődött a küzdelem a Mediterráneum birtoklásáért. A harcok kisebb-nagyobb megszakításokkal és változó intenzitással 1519-től az 1581-es békekötésig tartottak, és különösen I. (Nagy) Szulejmán szultán uralkodása alatt váltak hevessé, ugyanis szultán egész életét végigkísérte a Habsburgokkal való harc. (Ez motiválta a szultánt a Magyar Királyság elleni támadásokban is.) A török-kalóz hajóhad az 1542-ben kirobbant itáliai háborúban és az 1552-ben kirobbant Valois-Habsburg háborúban a franciákkal szövetségben harcolt. V. Károly ért el részsikereket (például 1535-ben Tunisz átmeneti, 1569-ig tartó megszerzése), de a végeredményt tekintve nem tudta elhárítani a török veszélyt.
A harmadik fontos konfliktus a katolikus császár és a birodalom protestáns tartományurainak és városainak a szembenállása. Luther Márton, az Egyház megreformálását célzó tanainak, a 95 tételben történt összefoglalását, 1517. október 31-én, kifüggesztette a wittenbergi vártemplom kapujára, ezt tekintjük a reformáció kezdetének. Az új tanok szinte megállíthatatlanul terjedtek a birodalomban, szellemi muníciót szolgáltatva az 1524–1525 közötti, német parasztháborúnak nevezett felkelésnek. Az V. Károly császár által összehívott, 1530. júniusban, Augsburgban tartott birodalmi gyűlés, nem tompította a katolikus-protestáns szembenállást, és a protestáns rendek kinyilvánították tanaiknak a Philipp Melanchthon, Luther munkatársa készítette összefoglalását, ez az ágostai hitvallás. 1531-ben kilenc protestáns német fejedelem, és tizenegy szabadbirodalmi város létrehozta a schmalkaldeni szövetség nevű tömörülést (amelyhez később mások is csatlakoztak). A császár és a szövetség ellentéte, 1546–1547 között fegyveres konfliktusba torkollott, ez volt az V. Károly győzelmével befejeződött, schmalkaldeni háború, de a harcok később (1552) kiújultak, a már említett, Valois-Habsburg háborúhoz kapcsolódóan. Még azonban 1552-ben, V. Károly öccse, I. Ferdinánd (aki ekkor már római (német) király), a protestáns fejedelmekkel megkötötte a passaui szerződést, ami már tulajdonképpen a protestantizmus elismerését jelentette, a császár is aláírta a megállapodást. Végül, az 1555-ben megkötött, augsburgi vallásbéke, a "cuius regio, eius religio" ("akié a föld, azé a vallás") alapon, biztosította az evangélikusok, tehát Luther Márton követői részére, a római katolikusokkal való egyenjogúságot, úgy, hogy az alattvalók a fejedelmeik vallását kötelesek követni.
A megbetegedett, és megfáradt V. Károly 1556-ban lemondott, hatalmas birodalma feletti uralmat megosztva: Fia, Fülöp herceg lett a spanyol király (II. Fülöp), Szicília és Nápoly királya, továbbá Milánó hercege, és Németalföld (a Tizenhét Tartomány), valamint a Burgund Szabadgrófság ura. A császár öccse, I. Ferdinánd, aki ekkor már (szintén bátyjának a lemondása folytán), Ausztria főhercege; továbbá cseh és magyar király volt, a Szent Római Birodalom császára lett. A Habsburg-ház szétvált spanyol és osztrák ágra.

#### II. Fülöp
A "mosolytalan" II. Fülöp uralkodása alatt, éppen úgy, mint apja uralkodása alatt felkelés tört ki Spanyolországban, ez volt a moriszkók felkelése (1568–1570). A muszlim lakosság hátrányos megkülönböztetésük (pl. muszlim nevek viselésének és az arab nyelv használatának megtiltása) miatt lázadt fel. Két év telt el, mire II. Fülöp féltestvére, Don Juan de Austria legyőzte a felkelőket.
II. Fülöp uralkodását sikerek és kudarcok egyaránt jellemezték.
A sikerek:
II. Henrik francia király, néhány hónap elteltével, már 1556-ban, felmondta az V. Károllyal kötött fegyverszünetet (lásd feljebb, V. Károlynál), háborút kirobbantva a franciák és a spanyolok között. A spanyolok 1557-ben Saint-Quentin mellett, 1558-ban Gravelines közelében, legyőzték a franciákat, akik Itáliában is kudarcot vallottak. A felek, 1559-ben, békét kötöttek (Cateau-cambrésis-i béke). A spanyolok, egyelőre, megőrizték fölényüket a franciákkal szemben, és egészen a XVIII. század elejéig, megtartották az itáliai dominanciájukat.
A korszak egyik legerősebb hadserege és hajóhada, a spanyol, részt vett az oszmán-törökök felett aratott, döntő jelentőségű győzelmekben. Az egyik Málta megvédése volt (1565), a másik a lepantói csata (1571), amelyben a Szent Liga hajóhada, Don Juan de Austria fővezérlete alatt, szinte megsemmisítő vereséget mért a török flottára.
1580-ban meghalt I. (Kardinális) Henrik, portugál király, II. Fülöp unokatestvére, vele kihalt az Avis-ház, Portugália királyi háza. II. Fülöp jogainak érvényesítése végett, spanyol hadsereg vonult be Portugáliába, ahol azonban Antal (I. Mánuel király fiának, Lajosnak, Beja hercegének, a házasságon kívüli kapcsolatból származó gyermeke), királlyá kiáltatta ki magát. Hívei vereséget szenvedtek a spanyoloktól, és 1581 májusában Antal Franciaországba menekült; az angolok támogatta visszatérési kísérletei (1583, 1589) kudarcba fulladtak. II. Fülöp – I. Fülöp néven – Portugália királya lett (1581); azzal a feltétellel, hogy Portugália, és gyarmatai, nem csatolhatók Spanyolországhoz.
A kudarcok:
A katolicizmus mellett teljes mértékben elkötelezett II. Fülöp, Németalföldön (a Tizenhét Tartományban) bevezette az inkvizíciót, "eretnek" üldözések kezdődtek Németalföldön, amelynek – különösen az északi tartományaiban – rendkívül gyorsan terjedt a protestantizmus. Ezen túlmenően, a fejlett gazdaságú és erőteljesen polgárosodó tartományok, sérelmezték az autonómiájuk korlátozását, például azt, hogy az uralkodó által kinevezett helytartók, olyan döntéseket hoztak, amelyek alkotmányos jogaik sérelmével jártak. 1568-ban is robbant a németalföldi szabadságharc, a "nyolcvanéves háború", amely rendkívül heves harcokkal járt, és Németalföldet megosztotta. 1579-ben, Németalföldnek egyes, katolikus többségű déli tartományai, létrehozták az Arrasi uniót, amely szövetség kinyilvánította a hűségét II. Fülöp felé. Válaszul, pár nappal az arrasi unió létrehozását követően (1579), Németalföld elsősorban északi, és protestáns többségű tartományai, valamint városai, az Utrechti unió létrehozásával léptek szövetségre, II. Fülöp ellen. E szövetségből, hét északi tartomány (Holland, Zeeland, Groningen, Utrecht, Friesland (avagy Frízföld), Gelderland és Overijssel), 1581-ben, kinyilvánította a függetlenségét, létrehozva a Hét Egyesült Holland Tartomány Köztársaságát (röviden: Egyesült Tartományok, illetve Hollandia), egyúttal kimondták II. Fülöp trónfosztását, így – de facto – függetlenné is váltak
Spanyolország és az Angol Királyság között lappangó ellentétek 1587-ben kirobbant háborúhoz vezettek. Angliában, I. Erzsébet királynő uralkodása alatt, a protestantizmus megszilárdult, a királyság gazdaságilag megerősödött, és az angol kalózok támadásai veszélyeztették a spanyolok gyarmatait, illetve a gyarmatokról nemesércekkel hazafelé tartó flottáikat. II. Fülöp azt tervezte, hogy Anglia trónjára a katolikus I. (Stuart) Mária skót királynőt ülteti, Fülöp és Mária negyedfokú unokatestvérek voltak. I. Erzsébet, az évtizedeket angliai fogságban töltő és felségárulás vádjával elítélt Stuart Máriát, 1587-ben, kivégeztette. II. Fülöp még ebben az évben hadat üzent Angliának, V. Szixtusz pápa jóváhagyásával. 1588-ban azonban, a La Manche csatornában és a Brit-szigeteknél vívott harcokban, az angol flotta (és holland támogatóik) döntő győzelmet arattak a spanyolok "Győzhetetlen Armadája" felett. A következő évben (1589) a spanyolok megvédték Lisszabont, az angolokkal szemben, de az Armada kudarca volt az első jele annak, hogy "őrségváltás" következik majd be az óceánokon, a spanyolok helyett, Anglia lesz az első számú tengeri hatalom. A háború csak II. Fülöp halála után fejeződött be.
II. Fülöp beavatkozása a francia trónviszályokba, szintén eredménytelen maradt: Az 1589-ben meggyilkolt III. Henrik király az utódának a hugenotta (azaz, református) III. Henrik navarrai királyt jelölte. Ő IV. Henrik néven lett Franciaország királya, amit a Katolikus Liga nem fogadott el. Amikor a spanyolbarát XIV. Gergely lett a pápa (1590), II. Fülöp nyíltan beavatkozott, a Katolikus Liga jelöltjét, Károlyt (Charles de Guise), Mayenne hercegét támogatva, és 1590-ben spanyol csapatok vonultak be Párizsba. II. Fülöp azt is tervezte, hogy Mayenne hercegét összeházasítja a lányával, Izabella infánsnővel; sőt arra is gondolt, hogy Izabella legyen francia királynő, amit a párizsi parlament el is fogadott (noha Izabella édesanyja, Valois Erzsébet királyné, a házassága megkötésekor, az utódai nevében is, lemondott a francia trónról). IV. Henrik azonban, 1593-ban, áttért a római katolikus vallásra (ahogyan az utókor a király szájába adta: "Párizs megér egy misét."), és 1594-ben, vérontás nélkül, bevonult Párizsba, amit a spanyol csapatok elhagytak. IV. Henrik, 1595-ben, hadat üzent Spanyolországnak. A spanyolok, 1597-ben, a Párizs "kulcsának" számító Amiens városát bevették, de még ebben az évben IV. Henrik visszafoglalta, a háború eldőlt, sőt Spanyolország pénzügyi csődbe jutott. II. Fülöp rákényszerült a vervins-i béke megkötésére (1598), elismerte IV. Henrik királyságát, és lemondott a francia trónnal kapcsolatos, minden igényéről.
II. Fülöp uralkodása alatt megkezdődött a spanyol gazdaság hanyatlása: A gyarmatokról az országba áramló óriási nemesfémmennyiség miatt, Spanyolországban az árak mindig magasabbak voltak, az Európában máshol is emelkedő áraknál. Az országba beérkező arany és ezüst, ezért szinte rögtön ki is áramlott az országból, mert külföldön, ugyanannyi pénzért, több árut lehetett vásárolni. Ez a helyzet tartós maradt, ezért a spanyol ipar versenyképtelenné vált, a külföldi vetélytársaival szemben, de a mezőgazdaságban is nehézségek jelentkeztek, mert az áremelkedés nem minden termékszerkezetben érvényesült. A gazdaság hanyatlásához hozzájárultak az állandó háborúkkal kapcsolatos, magas összegű, improduktív kiadások. Szükségessé vált az államháztartás hitelekből történő finanszírozása, ráadásul magas kamatok mellett. Mindezek olyan kedvezőtlenül befolyásolták az állami költségvetést, hogy 1557-ben, 1575-ben, majd 1596-ban is, pénzügyi csőd következett be.

#### III. Fülöp, IV. Fülöp és II. Károly
II. Fülöpöt a fia, III. Fülöp követte a trónon (1598). Az uralkodása alatt nem sikerült a gazdaság hanyatlását megállítani, sőt a válság tovább mélyült: 1609-ben elkezdődött a mórok kiüldözése az országból, akiket a válságos gazdasági-társadalmi helyzetben, a kormányzat megpróbált „bűnbakként” beállítani. Távozásukkal a földműveseknek és az iparosoknak a létszáma nagymértékben lecsökkent, ami az ország gazdaságának, hosszabb távon, kifejezetten jelentős károkat okozott.
Az apjához hasonlóan, III. Fülöp is sikertelenül harcolt az angolok ellen. A spanyolok, 1601-ben, hajóhadat küldtek Írországba, az angolok ellen felkelt Hugo O'Neill (Aodh Mór Ó Néill), Tyrone grófjának a támogatására, az invázió kudarcba fulladt, a spanyolok, 1602-ben, megadták magukat az angoloknak. 1604-ben, Londonban, I. Erzsébet utódjának, I. Jakab királynak és III. Fülöpnek a megbízottjai megkötötték a békét, így fejeződött be a II. Fülöp indította háború.
Viszonylag rövid békés időszak következett, mert a Spanyol Királyság, az osztrák Habsburgok oldalán, belépett az 1618-ban kirobbant, harmincéves háborúba.
III. Fülöppel kezdődően, a spanyol Habsburgok visszavonultak az államügyek közvetlen intézésétől, ezeket a kegyenceikre bízták; III. Fülöp konkrétan Francisco Gómez de Sandoval-Rojas y Borjára, Lerma hercegére, majd a fiára, Cristóbal Gómez de Sandoval-Rojas y de la Cerdára, Uceda hercegére.
III. Fülöpöt is a fia követte a trónon (1621), IV. Fülöp, aki megkapta a "Nagy" jelzőt. Ezt az indokolhatja, hogy uralkodása alatt, tovább tartott a spanyol kulturális élet virágzása (lásd lejjebb), ugyanis az uralmához politikai, avagy katonai sikerek, nem kapcsolhatók, sőt Portugáliát el is veszítették a spanyolok: 1640 év végén felkelés tört ki Lisszabonban, IV. János (Bragança-ház) lett Portugália nemzeti királya, a spanyolokat elűzték, a harcok 1644-ben, átmenetileg, véget értek. 1657-ben a spanyolok ugyanis Portugáliára támadtak, kezdeti sikereiket portugál győzelmek követték, és az 1668-ban megkötött békében (tehát már IV. Fülöp halála után) a spanyoloknak el kellett ismerniük Portugália függetlenségét.
A harmincéves háború befejező szakaszában, a spanyolok súlyos vereségeket szenvedtek. 1639-ben, a hollandok szinte megsemmisítették a spanyol flottát (Downsi csata), míg a franciák a szárazföldi spanyol csapatok felett arattak döntő győzelmeket (Rocroi-i csata, 1643, Lens-i csata, 1648). A vesztfáliai békében, a spanyoloknak el kellett ismerniük a Hét Egyesült Holland Tartomány Köztársaságának (Hollandiának) a függetlenségét. A francia-spanyol harcok még nem értek végett, 1659-ig tartottak, sőt 1655-ben Anglia, a franciák oldalán, bekapcsolódott a harcokba. Bár volt spanyol részsiker (Valenciennes-i csata, 1656), de 1658-ban, Dunkerque mellett, a "Dűnék csatájában" (francia–spanyol háború, 1635–1659), a franciák döntő győzelmet arattak felettük. A pireneusi békeszerződés (1659) vetett végett a harcoknak: A spanyoloknak különböző területeket kellett átengedniük a franciáknak, a két ország határa a Pireneus hegység vonala lett. A megállapodás azt jelezte, hogy a Spanyol Királyságnak, a cateau-cambrésis-i béke (1559) óta tartó, európai nagyhatalmi dominanciája véget ért, és XIV. Lajosnak, a „Napkirálynak” Francia Királysága lett a kontinens elsőszámú nagyhatalma 1659-ben, a több angol sikert hozó, angol–spanyol harcok is véget értek.
Az amúgy is hanyatló spanyol gazdaságot, a folyamatos háborúzás súlyosan megviselte, többször is pénzügyi csőd következett be. A gazdasági válság okozta társadalmi feszültségek felkelések sorozatát váltotta ki (Katalónia, 1640–1652, Andalúzia, 1641, Nápoly és Szicília, 1647–1648, Aragónia, 1648).
IV. Fülöp uralkodása alatt is, az államügyek intézésében, meghatározó szerepe volt a kegyenceinek: Gaspar de Guzmán y Pimentel Ribera y Velasco de Tovarnak, Olivares grófjának, majd unokaöccsének, Luis Méndez de Haro y Guzmánnak, aki szintén Olivares grófja volt, és Ramiro Núñez Felípez de Guzmán y Guzmánnak, Medina de las Torres hercegének.
IV. Fülöp király fia, II. Károly, aki még kisgyermek apja halálakor (1665), az utolsó Habsburg volt a spanyol trónon, gyermeke nem született. II. Károly, tulajdonképpen, a fizikai és a szellemi állapota miatt, képtelen volt a kormányzásra. Az államügyek intézése, a haláláig (1696) az édesanyjára, Ausztriai Anna Mária királynéra maradt (de közben, az anyakirályné regnálását megszakítva, rövid időre, II. Károly házasságon kívül született féltestvére, Juan José de Austria is kormányzott). 1696-tól II. Károly különböző kegyencei vitték az államügyeket.
II. Károly uralkodása alatt a Spanyol Királyság pozíciói tovább gyengültek. A devolúciós háború (1667–1668) részleges francia győzelmet hozott, Spanyol-Németalföld területe csökkent. Az 1672–1679 közötti, francia–holland háborúban, a francia hatalmi túlsúly miatt, spanyolok a hollandok mellé álltak. Bár egyesített flottájuk, Palermo előtt, vereséget szenvedett a franciáktól, Szicíliát meg tudták tartani a spanyolok, majd a pénzügyi nehézségekkel küszködő franciák, már hajlottak a békére. A háborút lezáró, nijmegeni békeszerződésben (1679), azonban a spanyoloknak a Burgund Szabadgrófságot, és egyes, spanyol-németalföldi területeket, át kellett adniuk a franciáknak.
II. Károly a végrendeletében, Fülöpöt, Anjou hercegét, XIV. Lajos unokáját jelölte örökösének, aki – V. Fülöp néven – valóban Spanyolország királya lett, a Bourbon-házból.
A Habsburgok osztrák ága nem nyugodott bele Spanyolország elvesztésébe. Azonban, a spanyol örökösödési háborúban (1701–1714), Károly főherceg (I. Lipót császár fia), az igényét nem tudta érvényesíteni.

#### Visszatekintés: Az „Aranyszázad”
A történészek szerint függetlenül attól, hogyan alakult a gazdaság és a politika, a Habsburg-uralom korszakának a nagyjából az 1560–1660 közé tehető, körülbelül száz esztendős időszaka a spanyol kultúrának az „aranyszázada” („aranykora”) volt. A kulturális élet különböző területeire – annak ellenére, hogy a spanyol királyok az ellenreformáció elkötelezett támogatói voltak – semmilyen bigottság nem nyomta rá a bélyegét, sőt a hit megélése bensőségesebbé vált olyan, az egyház belülről történő megreformálását valló misztikusok tevékenységének köszönhetően, mint Ávilai Szent Teréz, Keresztes Szent János, avagy Luis de León; de tulajdonképpen ebből a reformmozgalomból nőtt ki Loyolai Szent Ignác harcos jezsuita rendje is. Virágzott az irodalmi élet, remekművek születtek Miguel de Cervantes, Felix Lope de Vega y Carpio, Tirso de Molina, Pedro Calderón de la Barca és Luis de Góngora y Argote tollaiból. Hasonlóképpen remekműveket alkottak olyan festők, mint El Greco, Diego Velázquez, Jusepe de Ribera és Bartolomé Esteban Murillo. A korabeli spanyol építészetnek szinte a csúcspontját jelentette a fenséges kolostorpalota és panteon, a San Lorenzo de El Escorial, a világ legnagyobb reneszánsz épülete, Juan Bautista de Toledo és Juan de Herrera alkotása. Erős volt a középfokú és az egyetemi oktatás, az elemi iskolai tanítás már kevesebb figyelmet kapott, de a felnőtt lakosságon belül 25-30% közé volt tehető az írni-olvasni tudók aránya, ami – ebben a korszakban – jó nyugat-európai aránynak számított.

## A Habsburgok és Magyarország

### A korai Habsburg-uralkodók és Magyarország

#### A kezdetek
A Habsburg-ház és a Magyar Királyság közötti kapcsolatok (a Habsburg–Lotaringiai-házzal való kapcsolat nélkül) több, mint ötszáz év történelmét ölelik fel (1274–1780).
Az akkori cseh-magyar viszály tudatában, I. Rudolf király, 1274-ben, szövetséget kötött IV. (Kun) László királlyal. A magyar katonai segítségnek, kiemelkedő szerepe volt abban, hogy 1278-ban, a dürnkruti (avagy második morvamezei) csatában I. Rudolf döntő győzelmet aratott ellenfelével, II. (Přemysl) Ottokár cseh királlyal szemben. (I. Rudolf korábban a "fiává" fogadta a magyar uralkodót.)
IV. László uralkodásának utolsó éveiben, Magyarország a feudális anarchia állapotába süllyedt. Ezt kihasználva, I. Albert, Ausztria hercege (I. Rudolf fia), 1287-ben, IV. László "megvédésére" hivatkozással, betört Magyarországra. Sőt, az összekuszálódott magyarországi viszonyokra tekintettel, 1290-ben, I. Rudolf, úgy rendelkezett, hogy Magyarországot, hűbérbirtokként, I. Albertnek ajándékozza. Végül, IV. László utóda, III. András király, 1291-ben, visszaszerezte a megszállt területeket, és a harcokba belefásult felek még ebben az évben (1291), Hainburgban, békét kötöttek. A két uralkodó között, hamarosan, rokoni kapcsolat jött létre: 1296-ban, III. András feleségül vette Ágnes hercegnőt, I. Albertnek a leányát; ez volt az első rokoni kapcsolat a Habsburg-ház tagja és a Magyar Királyságot uraló dinasztia tagja között. 1301-ben, férje halálakor, Ágnes királyné visszatért Bécsbe, de I. Albert – az özvegy királyné tartására hivatkozással – Pozsony vármegyét osztrák kormányzás alá vonta.
Szinte az 1278. évi, katonai kapcsolat folytatásának tekinthető az, hogy 1322-ben, I. Károly (Károly Róbert) király, magyar csapatokat küldött (III.) Szép Frigyes ellenkirály segítségére, a IV. (Bajor) Lajos császár elleni küzdelmében (de a mühldorfi csatában az osztrák-magyar csapatok vereséget szenvedtek). A segítségnyújtás feltétele Pozsony visszaadása volt, amit Szép Frigyes nem teljesített, emiatt a két uralkodó kapcsolata megromlott. 1328-ban, Károly Róbert, cseh szövetségben, a Lajta folyónál vívott ütközetben, legyőzte Szép Frigyest, és testvéreit. Még ebben az évben (1328), Károly Róbert és Szép Frigyes, valamint testvérei, II. Albert és Ottó hercegek békét kötöttek, Pozsony visszakerült Magyarországhoz. A harcok azonban később kiújultak, Károly Róbert – az évtizedek óta osztrákok uralta Muraközt – csak így tudta visszaszerezni, 1337-ben, II. Albert és Ottó hercegektől.
Károly Róbert fiának, I. (Nagy) Lajos királynak az uralkodása alatt, felemás a magyar uralkodónak és a Habsburgoknak a kapcsolata, hol közeledtek egymáshoz, hol távolodtak egymástól. 1362-ben, I. Lajos örökösödési szerződést kötött IV. Rudolf herceggel. A megállapodás arról szólt, ha I. Lajos meghal, vagy családja kihal, törvényes fiú vagy leány örökös nélkül, akkor Magyarország IV. Rudolfot, vagy törvényes örököseit illeti; míg a fordított esetben, I. Lajost, vagy törvényes örököseit illetik meg IV. Rudolfnak a birtokai. A szerződést "biztosítva", IV. Rudolf öccse, III. Albert herceg, eljegyezte Erzsébet hercegnőt, I. Lajos király néhai öccsének, István hercegnek a leányát. A megállapodás azonban 1366-ban érvényét veszítette, mert ekkor III. Albert és IV. Károly császár, a Habsburgok és a Luxemburg-ház kötöttek egymással örökösödési szerződést. Ezt az eltávolodást, 1371-ben, közeledés váltotta fel: I. Lajos, továbbá III. Albert és III. Lipót hercegek megállapodtak, hogy nem "háborgatják" egymás tartományait; sőt 1373-ban, szövetséget kötöttek, segítve I. Lajost a Velence elleni harcokban. 1378-ban e szerződést megújították, azzal, hogy megkötötték I. Lajosnak lányának, Hedvig hercegnőnek és III. Lipót herceg fiának, Vilmos hercegnek a házasság, igaz, a gyermekek életkorára figyelemmel, csak névlegesen. A házasságot a pápa később érvénytelenítette: Apja utódaként, Hedvig hercegnőből lengyel királynő lett (koronázása: 1384), de a lengyel rendek nem fogadták el azt, hogy Vilmos hercegből uralkodójuk legyen, Vilmos herceg hiába utazott Hedvig után Krakkóba, a lengyelek elűzték az országból.
Mária királynő (I. Lajos magyarországi utódja) férjének, Zsigmond királynak és a Habsburgoknak a kapcsolata, kezdeti feszültségek után, kifejezetten jóra fordult: 1411-ben, V. Albert herceg eljegyezte Zsigmond király leányát, Erzsébet hercegnőt, 1421-ben össze is házasodtak.

#### Albert és V. László
1437-ben meghalt Zsigmond király, őt túlélő fiúgyermeke nem volt, V. Albert herceg lépett a magyar (és a cseh) trónra, ő Albert király, az első Habsburg-házi király Magyarországon. Nagyon rövid ideig, alig két évig uralkodhatott. Székhelye Buda volt, amit a magyar rendek örömmel fogadtak. A Magyar Királyság számára ekkor már szinte állandó fenyegetést jelentettek a permanens hódításra berendezkedett Oszmán Birodalomnak a támadásai. 1439-ben, az oszmán-törökök ellen indított hadjárat eredménytelen maradt, a magyar táborban súlyos vérhasjárvány ütött ki, a had szétoszlott, és megbetegedett Albert király, még ebben az évben, meghalt.
Albert gyermeke 1440. február 22-én született meg, ő Utószülött László, ausztriai (alsó-ausztriai) herceg, akit az édesanyja, Erzsébet királyné, V. László néven, azonnal Magyarország királyává nyilvánított. A magyar rendek küldöttsége viszont Krakkóban, 1440. március 8-án, III. Ulászló lengyel királyt választotta meg Magyarország királyává, aki ezt elfogadta, és I. Ulászló néven lett az ország uralkodója. Erzsébet királyné megbízásából azonban az udvarhölgye, Kottanner Jánosné, már a fia születése előtt, a Szentkoronát ellopta, és azzal László herceget meg is koronázták; ezért az országba érkező I. Ulászlót csak Szent István király fejereklyetartójáról levett koronával tudták megkoronázni. A rendek megoszlottak, a két király hívei között polgárháború robbant ki, ami csak az 1442-ben megkötött győri békével ért véget: Erzsébet elismerte I. Ulászlót királynak, de fenntartotta V. László részére a a trónigényt. A királyné, a megállapodás megkötése után pár nappal, Győrben váratlanul meghalt, de ekkor V. Lászlót, már régóta, nem az anyja gondozta. Erzsébet királyné ugyanis, még 1440 végén, szövetséget kötött III. Frigyessel, a Szent Római Birodalom királyával (későbbi császárral), akire, mint gyámra, rábízta fia nevelését. I. Ulászló, 1444-ben, a várnai csatában elesett. 1445-ben, a magyar országgyűlés úgy döntött, V. Lászlót elismerik királyként, ha III. Frigyes szabadon engedi őt, és a Szentkoronát is visszaadja, de III. Frigyes mindezt visszautasította, ezért, 1446-ban, az országgyűlés, V. László kiskorúsága idejére, Hunyadi Jánost kormányzóvá választotta. Hunyadi és III. Frigyes között fegyveres összecsapásokra is sor került, csak 1450-ben kötöttek békét, megállapodva arról, hogy V. László, a tizennyolc éves koráig, III. Frigyes gyámsága alatt marad. 1452 márciusban, azonban a III. Frigyes uralmával elégedetlen osztrák rendek, szövetséget kötöttek ellene, a magyar, a cseh és a morva rendekkel, követelve azt is, hogy Frigyes adja ki V. Lászlót; ekkor szembefordult Frigyessel Hunyadi ellenlábasa, Cillei Ulrik is. 1452 szeptemberben, III. Frigyes V. Lászlót ki is adta Cillei Ulriknak, aki László édesanyjának az elsőfokú unokatestvére volt. 1453 elején, Hunyadi a kormányzóságról lemondott, és az országnagyok, újabb koronázás nélkül, V. Lászlót királyuknak elismerték.
V. László rövid uralkodását zavaros magyarországi helyzet jellemezte, elsősorban a Hunyadiak és Cillei Ulrik viszálya. Az 1456-os nándorfehérvári diadal után, Hunyadi János, az országos főkapitány, hamarosan meghalt, utódaként V. László Cillei Ulrikot nevezte ki, nem Hunyadi Lászlót, az elhunyt főkapitány idősebb fiát. Még ebben az évben (1456) ősszel, V. László a királyi vár Nándorfehérvárra látogatott, kíséretében ott volt Cillei Ulrik. A várban Hunyadi és Cillei összeszólalkoztak, majd Hunyadi hívei megölték Cilleit. Ezután a Temesvárra távozó király, Hunyadi Lászlót nevezte ki országos főkapitánynak, és előtte, illetve édesanyja, Szilágyi Erzsébet előtt, esküt téve, bántatlanságot ígért, Cillei megöléséért.
1457 márciusban azonban, V. László, aki az esküjét, mint kényszer alatt tett fogadalmat, érvénytelennek tekintette, Budán, Hunyadi Lászlót és öccsét, Mátyást, több Hunyadi-párti főúrral együtt, elfogatta, akiket hűtlenség és felségárulás vádjával, halálra ítéltek. Az elítéltek közül azonban csak Hunyadi Lászlót végezték ki (1457. március 16.) A történtek miatt, az országban polgárháború tört ki, a Hunyadi-párt hívei és V. László hívei között. A király ezért, előbb Bécsbe, majd Prágába távozott (László cseh király is volt), túszként magával vitte Hunyadi Mátyást. V. László még ebben az évben (1457. november 23.), Prágában, valószínűleg bubópestisben, meghalt.

#### V. László halálától, I. Ferdinánd trónra lépéséig
1458. év elején Hunyadi Mátyás lett a magyar király, Podjebrád György (ekkor még a Cseh Királyság régense, nem királya) haza is engedte Mátyást. Mátyás király és III. Frigyes viszonya szinte állandóan változott:
1459. februárban, Garai László, a volt nádor, és szűk szövetségesi köre, III. Frigyest magyar királlyá választotta, ezt Frigyes, aki Mátyást nem tartotta törvényes királynak, el is fogadta. 1459. áprilisban Mátyás serege, Körmendnél, először vereséget szenvedett a pártütők és Frigyes csapataitól, de pár nap múlva, ugyanott, győztek, Frigyesnek el kellett állnia Magyarország birtokba vételétől, de a Szent Korona továbbra is nála volt. A két uralkodó megbízottjai csak 1463-ban, Bécsújhelyen (Wiener Neustadt) kötöttek békét. A megállapodás szerint Frigyes Mátyást fiává fogadta, azzal, ha a magyar király törvényes örökös nélkül halna meg, akkor a magyar trónt Frigyes (aki a magyar királyi címet megtarthatta) örökli, vagy a fia, Miksa főherceg, Frigyes és Mátyás "véd- és dacszövetséget" kötnek, a törökök ellen segítséget nyújt; továbbá Frigyes megtarthatja a birtokában lévő, határmenti területeket, de nyolcvanezer aranyforint ellenében, vissza adja a Szentkoronát, ez meg is történt.
A megállapodás értelmében, 1468-ban a két uralkodó serege együtt harcolt az Ausztriába betörő cseh hadak ellen, ugyanis Podjebrád György király 1468. év elején hadat üzent III. Frigyesnek, aki Mátyás segítségét kérte. Mátyás 1468 április végén meg is támadta a cseh királyt. 1478-ig tartó, cseh-magyar háború kezdődött. A császár, a magyar uralkodó támogatásának megszerzése végett felvillantotta előtte a „római király” uralkodói cím elnyerését. Mátyást, ez a lehetőség, azért ragadta meg, hogy a birodalmi bevételeket a törökök elleni harcra fordíthassa, de hamarosan csalatkoznia kellett: 1469. májusban Csehország katolikus rendjei Mátyást választották cseh királynak, de Frigyes a pápánál valójában azon fáradozott, hogy a cseh korona megszerzése útján, Ausztria urát, azaz, a Habsburgokat, illesse meg a választófejedelmi méltóság, illetve a Habsburgoknak a magyar trón iránti igényét elismertesse. 1470. februárban Mátyás és Frigyes hiába találkoztak Bécsben. Frigyes szóban sok mindent felajánlott: Mátyást megválasztatja római királynak, továbbá, ha Miksa fiúörökös nélkül halna meg, Mátyás örökli az osztrák „örökös” tartományokat, de semmit sem volt hajlandó írásba foglaltatni. Mátyás végül búcsú nélkül elhagyta Bécset. Frigyes pedig 1470. nyarán Villachban már arról tárgyalt több német választófejedelemmel, hogy Mátyás megerősödését meg kell akadályozni, vele szemben Podjebrád György oldalára kell állni. Frigyes fordulata végül oda vezetett, hogy 1477-ben, Podjebrád Györgynek, maga, a cseh király által kijelölt utódját, II. Ulászló (Jagelló-ház) cseh királyt, a választófejedelmi méltóságba beiktatta.
Mátyás válaszul, még 1477. nyarán, hadat üzent Frigyesnek (magyar–osztrák háború, 1477–1487). Mátyás seregének sikereit követően, a felek még ebben az évben (1477. december) békét kötöttek. Ekkor Frigyes felszólította Csehország lakóit arra, hogy Mátyást ismerjék el cseh királynak. Mátyás – mint cseh király – esküt is tett a császár előtt, de a kibékülés nem volt tartós. 1479-ben, Mátyás szövetséget kötött a Frigyessel szemben álló, Bernhard von Rohr salzburgi érsekkel, és Mátyás csapatai még ebben az évben megszállták a salzburgi érsekség stájerországi várait. Válaszul Frigyes serege 1481-ben benyomult Magyarországra. Mátyás ekkor döntő lépesre szánta el magát: Serege 1482. elején benyomult Alsó-Ausztriába. 1484-ben Mátyás csapatai Leitzersdorf mellett súlyos vereséget mértek Frigyes zsoldosseregére, majd 1485-ben Bécs, 1487-ben Bécsújhely került Mátyás kezére. Ezután a felek fegyverszünetet kötöttek (melyet többször megújítottak).
1490-ben, Mátyás király, Bécsben, váratlanul meghalt, Ausztriából a magyar csapatok önként kivonultak. Az országgyűlés, még ebben az évben, II. Ulászló cseh királyt választotta magyar királlyá (Magyarországon is II. Ulászló király). III. Frigyes fia, I. Miksa (immár római király), fenntartotta a Habsburg-igényt a magyar trónra, 1490. októberben serege betört Magyarországra. 1491-ben, Pozsonyban, azonban I. Miksa és II. Ulászló békeszerződést kötöttek, tulajdonképpen, az 1463-ban, Mátyás király és III. Frigyes közötti szerződést megújítva: Amennyiben Ulászló törvényes fiúutód nélkül halna meg, a magyar és a cseh trónt a Habsburgok öröklik, addig is, Miksa megtarthatja a magyar királyi címet. 1492-ben az országgyűlés a békeszerződést megerősítette.
Egy 1515-ben megkötött, dinasztikus megállapodással, a Habsburgok még közelebb kerültek a magyar trónhoz, ez volt a Habsburg–Jagelló házassági szerződés. II. Ulászló és I. Miksa abban egyeztek meg, hogy Miksa unokája, Ferdinánd főherceg, feleségül veszi Ulászló leányát, Anna hercegnőt; míg Ulászló fia, Lajos trónörökös, feleségül veszi Mária főhercegnőt, aki szintén Miksa unokája volt. A kettős esküvőt, még ebben az évben (1515) meg is tartották Bécsben, de a gyermekek kiskorúságára figyelemmel, Ferdinánd és Anna esküvőjét 1521-ben, Lajos és Mária esküvőjét 1522-ben „megismételték”.

### Az osztrák ág és Magyarország

#### I. Ferdinánd

##### A mohácsi vésztől, Buda elfoglalásáig
I. (Nagy, avagy Törvényhozó) Szulejmán szultán trónra lépésekor (1520), a Portán (avagy a Divánban), azok kerültek vezető pozícióba, akik a korábbi ázsiai, illetve afrikai hódítások helyett, az Oszmán Birodalomnak, az Európában, észak felé történő terjeszkedését preferálták. Ez az északi terjeszkedés, a „hitetlenek” elleni harc, jobban be is illett az új szultán elképzeléseibe, mint a muszlim népekkel való konfliktus, amelyeket csak az „elkerülhetetlen” esetekben vívott Szulejmán.

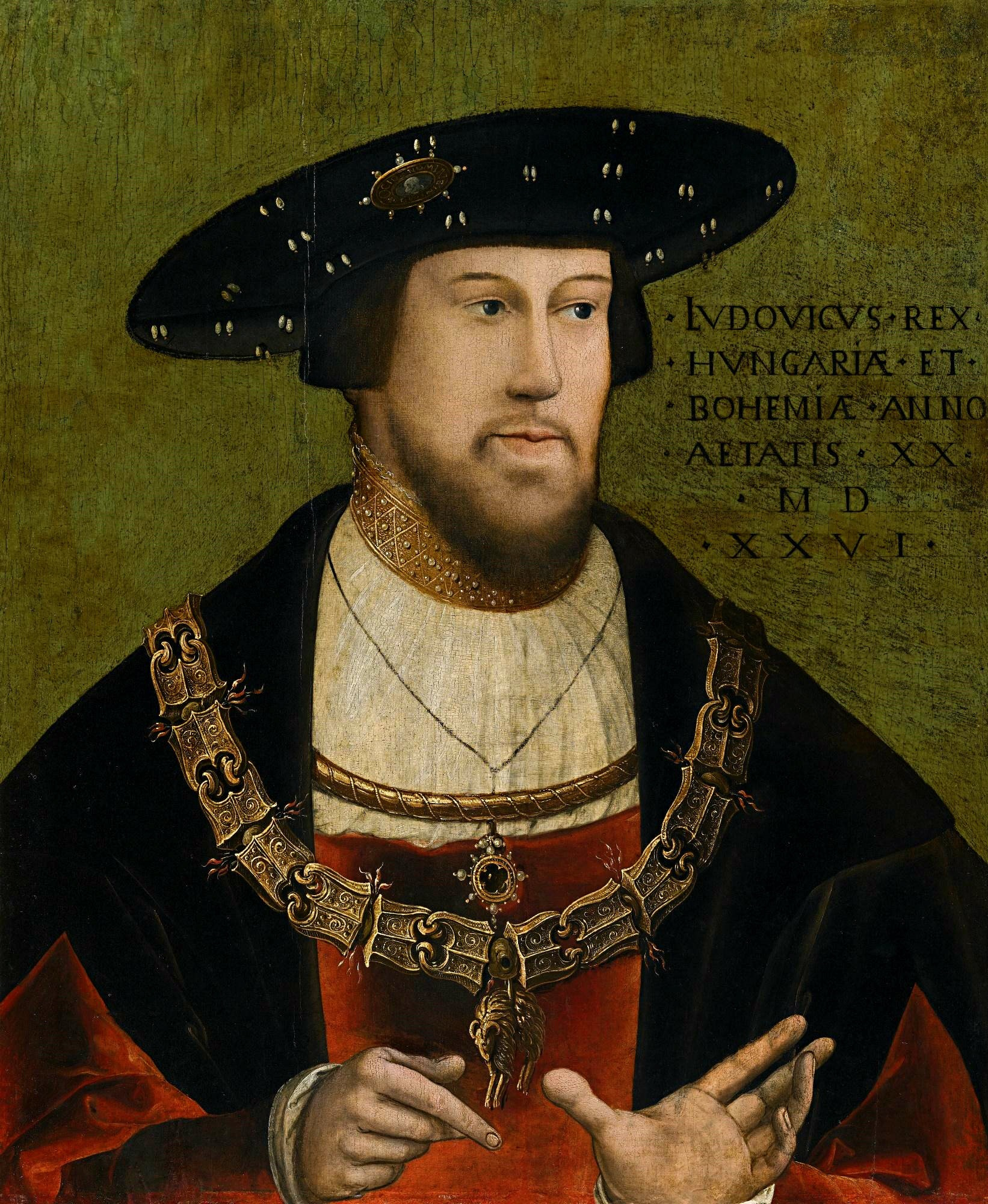
II. Lajos magyar király

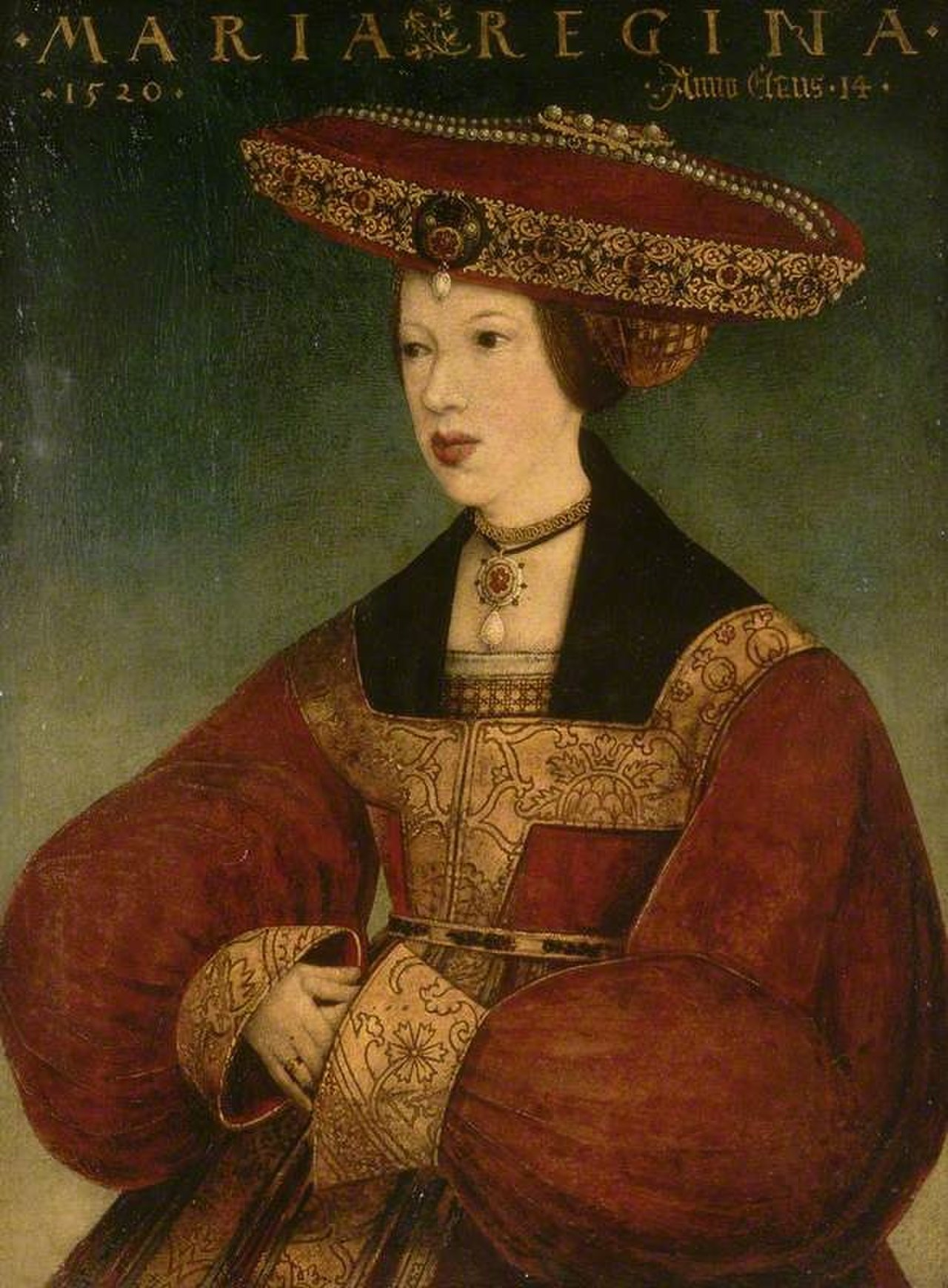
Habsburg Mária magyar királyné(1520)

I. Szulejmánnal az élen, 1521-ben, az oszmán-törökök el is foglalták Nándorfehérvárt, majd 1526. augusztus 29-én, a mohácsi csatában, döntő győzelmet arattak II. Lajos serege felett, a király, menekülés közben, valószínűleg, belefulladt a megáradt Csele-patakba; törvényes leszármazója nem volt, a Magyar Királyság uralkodó nélkül maradt. A székesfehérvári országgyűlés Szapolyai János erdélyi vajdát választotta királynak (I. János), majd – még szintén 1526-ban – a pozsonyi országgyűlés, a Habsburg-Jagelló házassági szerződésre hivatkozó, Ferdinánd osztrák főherceget (I. Ferdinánd, akit a cseh rendek már korábban királyukká választottak). A két uralkodó megegyezni nem tudott, I. Ferdinánd, 1528-ban, I. Jánost kiűzte az országból, az I. János által kiürített Budát is birtokba vette, János király Lengyelországba menekült I. János ekkor, I. Szulejmán szultánnak a segítségét kérte. A Mediterráneumban, I. Ferdinánd bátyjával, V. Károly császárral harcban álló szultán számára, I. Ferdinánd magyarországi uralkodása, nem volt opció. Az 1528-ban, Szulejmán és János között megkötött szövetségesi szerződéssel, János a szultánnak az alárendeltjévé vált, ez ekkor még csak laza függőséget jelentett, de ebből már nem volt visszaút, a János képzelte, független Magyar Királysághoz. Szulejmán, 1529-ben, hadjáratot vezetett Magyarországra, Ferdinánd zsoldosai feladták Budát, amit a szultán átadott Jánosnak; de Bécset nem tudta elfoglalni Szulejmán. Ettől kezdve, egészen III. Károly király uralkodásáig, harcok és békekötések váltakozása jellemezte az osztrák Habsburgoknak és az oszmánoknak a kapcsolatát; e viszony alakulása, rendkívül nagy hatással volt a magyarságra. A következő évben (1530) Ferdinánd nem tudta Budát visszaszerezni. Válaszul, két év múlva, 1532-ben, Szulejmán újabb hadjáratot indított, de ekkor már nem tudta Bécset elérni: Kőszeg ostroma megakadályozta ebben, miközben V. Károly és I. Ferdinánd hada Bécsújhely mellett várakozott, az egymástól kölcsönösen tartó ellenfeleknek a közvetlen összecsapása elmaradt.
A korabeli magyar politikai elitet a két király vetélkedése teljesen megosztotta, továbbá egyik uralkodó sem tudott a másik fölé kerekedni, a patthelyzet a váradi béke megkötéséhez vezetett (1538). A titokban megkötött egyezségnek a lényege szerint, megtartották birtokukban az aktuálisan uralt országrészeket, továbbá megállapodtak abban, hogy János halála után, az ő országrésze is Ferdinándé lesz, még ha lenne fiúgyermeke, akkor is; és az esetleg születendő fiút, a Felső-Magyarországon kialakítandó, szepesi hercegséggel kárpótolják. Az idősödő Jánosnak azonban Izabella királynétól, a második feleségétől, 1540. július 7-én fia született, János Zsigmond. János ezért, az 1540. július 17-én (avagy 21-én) bekövetkezett halála előtt, a bizalmasait, élükön Fráter György váradi püspökkel, felhívta arra, biztosítsák azt, hogy ne Ferdinánd, hanem a fia legyen az utódja, a gyermeke kövesse őt a trónon. Jánost, e döntésében, nem csak a fia születése, hanem az alábbi előzmények is befolyásolták:
A váradi egyezmény értelmében, ha Jánost és országrészét, az oszmánok részéről, a Szulejmán elől eltitkolt megállapodás miatt, megtorlás érné, akkor Ferdinánd, kellő sereggel, a segítségére siet; csak Buda védelmére háromezer katonát ad. 1538. július 9-én, Szulejmán északi hadjáratot indított, célja – előzetesen – nem volt ismert. János, a titkos váradi egyezmény miatt, Szulejmán retorziójától tartva, segítséget kért Ferdinándtól, aki – nagy nehezen – úgy tudott, kétezer katonát küldeni, hogy azok csak őszre értek a Tiszához, de addigra kiderült, a szultán Moldva ellen indított hadjáratot. János és udvara, ebből azt a következtetést vonta le, hogy Ferdinánd – ha az oszmánok az országot megtámadják, azt akarják elfoglalni –, képtelen lesz érdemi segítséget adni a magyarságnak, ezért jobb lesz a korábbi „hintapolitika”, a lavírozás fenntartása, az oszmánok és a Habsburgok között, ehhez viszont törvényes fiúörökösre lesz szükség, aki az apja nyomába léphet. János ezért – 1539. március 2-án – feleségül vette Jagelló Izabella lengyel királylányt, azonban arra senki sem gondolhatott, a fentiek bekövetkeznek, azaz az, hogy hamarosan a fia születése után, János váratlanul meghal.
János bizalmasai nem is hajtották végre a váradi egyezményt, 1540. szeptember 13-án, az országgyűlés János Zsigmondot királlyá választotta, ő II. János király, de soha nem koronázták meg. Ferdinánd viszont ragaszkodott a váradi egyezmény végrehajtásához, mint a Szentkoronával megkoronázott magyar király, soha nem mondott le – nem is mondhatott le –, az egész királyság megszerzéséről. 1540. októberben, Ferdinánd serege eredménytelenül ostromolta Budát, majd 1541. május 4-én, Ferdinánd hada újból megkezdte Buda ostromát.
A János Zsigmond királyságát elismerő Szulejmán, haddal indult Magyarországra, de nem csak a csecsemő uralkodó megsegítésének a szándékával. A szultán, a Bécs elleni, két sikertelen támadásból, és abból, hogy Ferdinándot nem lehetett kiűzni Magyarországról, azt a következtetést vonta le, az ország teljes elfoglalása nem lehetséges, és ezért a korábbi elképzelésén – Bécs megszerzése után kerül sor Budának, és a magyar területeknek a birtokbavételére –, változtatott: A szultán úgy döntött, előbb Budát kell birtokolni, és így kell kiépíteni a Bécs felé vezető utat. Tisztázatlan az, amikor 1540 őszén, Fráter György követei a Portán bejelentették János Zsigmondnak – II. János királyként történt – megválasztását, akkor kértek-e fegyveres segítséget a szultántól, avagy Szulejmán maga döntött úgy, hogy újabb hadjáratot indít Magyarországra, nem bízva abban, hogy a Szapolyai-párt képes Buda megvédésére.
Szulejmán, 1541. augusztus 21-e és 23-a között, Ferdinánd Buda alól visszavonuló hadát szétverte, majd augusztus 29-én, Budát csellel elfoglalta, oszmán uralom alá vonta a magyar fővárost. A szultán János Zsigmondot Erdély „szandzsákbégjévé” tette, ez volt az első lépés azon az úton, amely az Erdélyi Vajdaságból az Erdélyi Fejedelemség létrejöttéhez vezetett; Izabella királyné és János Zsigmond lakóhelye Lippa, majd Gyulafehérvár lett. A szultán a Szapolyaiaknak, az oszmánoktól függő királyságát felszámolta; a korábban, a Szapolyaiak által uralt, közép- és kelet-magyarországi területek (ide nem értve Erdélyt), az Oszmán Birodalomnak a részeivé váltak, Buda pasáknak lett a székhelye, 145 évig.

##### Buda elfoglalásától, I. Ferdinánd haláláig
1542-ben, Ferdinánd német birodalmi és magyar királyi hadai kudarcot vallottak, nem tudták Budát visszafoglalni. Válaszul, 1543-ban, Szulejmán szultán ismét hadat vezetett Magyarországra, jelentős hódításaival a törökök megkezdték a "védő-övezet" kialakítását a budai vilajet körül. A harcokban kifáradt felek, 1545-ben, fegyverszünetet kötöttek, majd 1547-ben, Drinápolyban, V. Károly és I. Szulejmán szultán képviselői, öt évre békét kötöttek, amelynek hatálya a Ferdinánd uralta országokra is kiterjedt. Ferdinándnak be kellett látnia azt, hogy eredményesen, a császári bátyjának a hathatós segítsége nélkül, nem léphet fel az oszmánok ellen; a bátyja viszont – a nyugat- és a dél-európai lekötöttségei miatt –, nem tud neki olyan mértékű támogatást nyújtani, ami a törökök kiűzéséhez kellene. Ezzel a békekötéssel, a XVII. század végéig, állandósult a Magyar Királyság három-részre szakadása: A szűk nyugati országrészre, valamint az északi országrészre, azaz, a Habsburg-királyok uralta Királyi Magyarországra; a középső részt jelentő, a közvetlenül az oszmánok uralta török hódoltságra; és a későbbi Erdélyi Fejedelemségre, mint török vazallus államalakulatra; bomlott az ország.
Ferdinánd azonban nem adta fel azt az elképzelését, hogy Erdélyt az irányítása alá vonja. A Fráter György és Ferdinánd közötti tárgyalások eredményeként, 1551-ben, Izabella királyné rákényszerült arra, hogy lemondjon Erdélyről és János Zsigmondnak a magyar trón iránti igényéről, majd fiával együtt elhagyta Erdélyt, amit Ferdinánd hadai birtokba vettek. A törökök ezt nem fogadták el, és már 1551-ben támadást indítottak. Fráter György, nem szakítva meg a kapcsolatokat a törökökkel, szinte "hintapolitikával", igyekezett őket Erdélytől távol tartani; ez azonban bizalmatlanságot ébresztett iránta Giovanni Battista Castaldo tábornokban, a császári-királyi erők parancsnokában, amit a hadvezér közölt is Ferdinánddal. Ferdinánd utasítására, Castaldo a katonáiból különítményt szervezett, és annak tagjai, 1551. december 17-én, az alvinci kastélyában, Fráter Györgyöt meggyilkolták
A kiújult harcok, különösen 1551-ben és 1552-ben voltak hevesek, mint Temesvár eleste és Eger megvédése (mind a kettő 1552-ben); de komoly összecsapásokat hoztak az 1555–1557 közötti várháborúk is. 1556-ban, az erdélyi országgyűlés hívására, János Zsigmond és Izabella királyné, visszatértek Erdélybe, azt uralmuk alá vonták; Erdély 1686-ig – az 1599–1601, majd 1602–1604 időszakot kivéve – de facto nem állt a Habsburg-házi királyok fennhatósága alatt. Szulejmán egyébként, már 1554. áprilisban, úgy döntött, hogy János Zsigmondot vissza kell helyezni Erdély élére, 1554 elején érkezett meg Izabella királyné segítséget kérő követe a Portára. 1559-ben János Zsigmond és Ferdinánd fegyverszünetet kötöttek, ezt később, többször is, meghosszabbították; majd 1562-ben, Isztambulban, Szulejmán és Ferdinánd képviselői, nyolc évre szóló békét kötöttek (de a béke, valójában, nem tartott nyolc évig).
Hamarosan I. Ferdinánd elhunyt (1564).

#### I. Miksa
I. Miksa király (császárként II. Miksa), I. Ferdinánd fia és utóda volt.
Már 1564-ben, János Zsigmond és Miksa között harcok robbantak ki, és a következő évben, János Zsigmond Szulejmántól kért segítséget. Azonban, még 1565-ben, Szatmáron, János Zsigmond és Miksa megbízottjai, megállapodtak abban, hogy János Zsigmond a királyi címről (II. János) lemond, de amíg él, az uralma alatt lévő területeket birtokában tarthatja, sőt házasságot köt Johannával, Miksa húgával. János Zsigmond, tartva Szulejmántól, 1565 őszén, úgy döntött, az egyezségnek a „megmagyarázása”, végett, személyesen kívánja a szultánt felkeresni, Isztambulba utazva. Ezt Szulejmán elhárította, azzal, hogy a következő évben személyesen vezeti hadát Magyarországra, akkor keresse fel őt János Zsigmond. 1566-ban, Szulejmán, a török had élén, valóban Magyarországra jött, mellőzve az 1562-ben, Drinápolyban megkötött béke betartását (és Zimonyban valóban találkozott is János Zsigmonddal). Zimonyból a szultán Szigetvár ellen támadott. Élükön Zrínyi Miklóssal, a vár hősi halált halt védői, feltartóztatták a török sereget; Szulejmán az ostrom alatt elhunyt. Miksa „óvatos” birodalmi hada Győr mellett várta be az ostrom kimenetelét, a hadvezetés nem mert kockáztatni; igaz, a törökök sem kívántak úgy tovább vonulni Bécs felé, hogy Szigetvárt „maguk mögött” hagyják; akárcsak 1532-ben, a felek most is kölcsönösen tartottak egymástól.
1568-ban Miksa, valamint Szulejmán fia és utóda, II. Szelim szultán megbízottjai, békét kötöttek, ismét Drinápolyban, a béke Erdélyre is kiterjedt (később a Habsburgok és az oszmánok ezt a béke-megállapodást többször megújították). 1570-ben pedig, a speyeri megállapodásban, Miksa és János Zsigmond képviselői közvetlenül is megállapodtak: János Zsigmond a királyi címről lemondott, ő és utódai elismerik Miksát, a kereszténység fejének és az egész Magyar Királyság urának, míg János Zsigmond fejedelemként uralkodik Erdély és a Részek (a Partium) felett. János Zsigmond hamarosan (1571) meghalt. A speyeri egyezség értelmében, Erdélynek ekkor Miksa uralma alá kellett volna kerülnie, de – figyelemmel II. Szelim szultánnak a Báthory Istvánt fejedelemnek jelölő döntésére -, az erdélyi országgyűlés Báthoryt meg is választotta fejedelemnek (1571). Báthory ellenfelének, a Miksa támogatta Bekes Gáspárnak a szervezkedése nem járt eredménnyel, Báthory legyőzte Bekest a kerelőszentpáli csatában (1575).

#### I. Rudolf és II. Mátyás
Az 1576-ban elhunyt I. Miksa utóda a fia lett, I. Rudolf király (császárként II. Rudolf).
Az oszmánokkal megkötött békeszerződések, távolról sem jelentették, azt hogy ne lettek volna, szinte folyamatosan összecsapások, elsősorban a Királyi Magyarország és a török Hódoltság határvidékén, ezek azonban, 1591–1593 között, rendkívül komolyra fordultak, a Hasszán boszniai pasa vezette támadások folytán. Hasszán végül súlyos vereséget szenvedett a császári és királyi csapatoktól, válaszul III. Murád szultán hadat üzent Rudolfnak (1593), kitört az 1606-ig tartó, tizenöt éves (avagy "hosszú") háború (1591/1593–1606). A Habsburg-csapatok és szövetségeseik, elsősorban a háború elején, értek el részsikereket, de az oszmánoknak ezeket sikerült közömbösíteniük: A törökök, seregük élén III. Mehmed szultánnal, 1596-ban, bevették Egert, majd a mezőkeresztesi csatában, súlyos vereséget mértek a Habsburg-erőkre. 1600-ban a törökök kezére került a stratégia fontosságú kanizsai vár, és sikerrel megvédték Budát (1598, 1602, 1603).
Közben a Habsburgok osztrák ága is egyre jobban elkötelezte magát az ellenreformáció mellett, egyre erőteljesebben fellépve a protestánsok ellen. Az 1604 tavaszán tartott országgyűlés határozatai közé, I. Rudolf, önkényesen betoldott egy törvénycikket (22. törvénycikk), amely arról szólt, hogy vallási ügyek az országgyűlésen nem tárgyalhatók; a korábbi, protestantizmus elleni törvények megerősítése végett. A kormányzat szerint, az elhúzódó háború költségeihez, a magyar rendek – kielégítő mértékben – nem járultak hozzá, ezért pereket indítottak, nem kevés nemes ellen, a korábban birtokukba került királyi javak visszaszerzése iránt, az ellenszegülőket felségárulással megvádolva. Azzal, hogy Báthory Zsigmond fejedelem, 1602-ben, végleg elhagyta Erdélyt, a fejedelemségben – ténylegesen – I. Rudolf nevében, a kegyetlenkedő Giorgio Basta tábornok gyakorolta a hatalmat, majd Rudolf császári biztosai. A református, korábban udvarhű középbirtokos, Bocskai István, elégedetlenné válva Rudolf kormányzásával, szembefordult az uralkodóval, és a törökökkel keresett kapcsolatot, erről szóló híresztelések el is terjedtek. Giovan Giacomo Barbiano di Belgioioso, Rudolf tábornoka, ezért Bocskait magához rendelte, ezt Bocskai visszautasította, szövetségre lépett a hajdúkkal, és 1604. október 14-ről 15-ére virradó éjjel, Álmosd és Diószeg között, a hajdúk megsemmisítő győzelmet arattak Belgioioso egyik, Bocskai ellen támadó hadteste felett. Kitört a Bocskai-felkelés, a magyar rendek egy jelentős részének az első, Habsburg-ellenes fegyveres harca. A felkelés szinte futótűzként terjedt, Bocskait, 1605. február 21-én, az erdélyi országgyűlés Erdély fejedelmévé, majd április 20-án, a felkelt rendek, Szerencsen, Magyarország fejedelmévé választották. I. Ahmed szultán Magyarország királyának címezte a fejedelmet, királyi koronát is küldött neki (Bocskai István koronája), amit Bocskai ajándékul – és nem felségjelvényként – fogadott el.
Bocskai, sikerei ellenére, a realitás érzékét nem veszítette el, tisztában volt a Habsburg- és az Oszmán nagyhatalom közé került magyarság valós helyzetével. Bocskai, illetve Rudolf megbízottjai, 1606. június 23-án, Bécsben békét kötöttek. A sokrétű megállapodásban, törölték az 1604-ben, önkényesen betoldott, 22. törvénycikket; a katolikus vallás sérelme nélkül, a mágnásoknak, a nemeseknek, a korona városainak és végvárak katonáinak, szabaddá vált a protestáns vallások gyakorlása; Bocskai István, Erdély és a Részek ura, három felső-magyarországi vármegyével együtt, de a fiúutódai is, a halálukig. Bocskai azonban elérte azt, hogy Rudolf később (1606. szeptember 24.) elismerte azt, hogy Erdély és a Részek, Bocskai férfiágának kihalása esetén, sem szállnak vissza a Szentkoronára, azaz, megvalósult a Királyi Magyarországnak az elválasztása Erdélytől és a Részektől – ami ellen többen (így a magyar katolikus püspöki kar), tiltakoztak. A bécsi béke jelentőségét mutatja az, hogy az alsó- és felső-ausztriai, valamint a cseh és a morva rendek, a magyar rendekkel szövetséget kötve (1606. szeptember 26.), a bécsi békét elfogadva, szavatolták a békeszerződés betartását.
1606. november 11-én pedig, I. Rudolf és I. Ahmed követei megkötötték a zsitvatoroki békeszerződést; a tizenöt éves háború – tulajdonképpen – döntetlen eredménnyel véget ért, 1663-ig, nem robbant ki újabb háború az osztrák Habsburgok és az oszmánok között.
Bocskai István halála (1606. december 29.) után, hamarosan anarchikus állapotok alakultak ki, amelyek I. Rudolf lemondatásához vezettek. I. Rudolf, akin az elmebaj egyre inkább elhatalmasodott, a Királyi Magyarországot illetően, több olyan intézkedést hozott, amelyek a bécsi békével ellentétesek voltak. A Bocskai által kollektív nemességben részesített hajdúk, tartva a bécsi béke megszegésétől (így az abban biztosított kiváltságaik megsértésétől), 1607 november elején, Nagy András hajdúgenerális vezérletével, felkelést hirdettek, azzal, hogy addig nem teszik le a fegyvert, amíg a jogaiknak érvényt nem szereznek; sőt Nagy András szövetséget kötött Kadizade Ali pasával, a Budai Vilajet beglerbégjével. Rudolf ki is jelentette azt, hogy nem kívánja sem a bécsi, sem a zsitvatoroki békét elfogadni. 1608. február 1-én, Pozsonyban, ezért Rudolf öccse, Mátyás főherceg – akit, Rudolf betegsége miatt, a Habsburg-ház családi tanácsa, még 1606. márciusban, Rudolf helyett, a család fejének választott, és aki támogatta mind a bécsi, mind a zsitvatoroki béke megkötését -, valamint magyar és az osztrák rendek megújították az 1606. szeptemberi szövetségüket, a békeszerződések védelmére (később a morva rendek is csatlakoztak). Sőt, a szerződések biztosítására, március 28-án, Mátyás főherceg nemesi felkelést hirdetett, előtte egy nappal, Mátyás főherceg és Kadizade Ali pasa megbízottjai, Budán, a hajdúk számára kedvező megállapodásban egyeztek meg; a hajdúk felkelése véget is ért. Április végén, a felkelt rendek csapataival, Mátyás Rudolf ellen vonult; június 25-én, Rudolf Magyarországról, Horvátországról és Ausztriáról lemondott, Mátyás javára, ezzel a testvérharc véget ért.
Mátyás főherceget, 1608. november 19-én, magyar királlyá koronázták (II. Mátyás király; császár 1612-től, Rudolf halála után, Mátyás néven); az ő királyi pecsétjén nyeri el az országcímer kettős keresztje a végleges formáját, és a Szentkorona először került rá az országcímerre, valamint II. Mátyás koronázásán jelentek meg először a piros-fehér-zöld színű lobogók, ünnepi alkalomkor.
II. Mátyás viszonylag rövid uralkodására (1619-ben meghalt), a Királyi Magyarországon az volt a jellemző, annak ellenére, hogy annak idején a bécsi béke megkötését támogatta, centralizációs törekvésekkel kísérletezett, és segítette az ellenreformációt; noha még a koronázása előtt, az 1608 őszén tartott országgyűlésen elfogadott törvénycikk, a korona minden alattvalójának biztosította a szabad vallásgyakorlást. II. Mátyás Erdély különállását nem tartotta véglegesnek. Ezt jelzi az is, hogy Mátyás és Báthory Gábor erdélyi fejedelem megbízottjai között, csak 1613. április 11-én jött létre megállapodás, amelyben Mátyás elismerte Báthory fejedelemségét, és Erdély szabad fejedelemválasztási jogát. I. Ahmed szultán azonban május 1-én Báthory trónfosztása, és Bethlen Gábor fejedelemsége mellett döntött, amit Mátyás az 1615. május 6-án, Nagyszombatban megkötött egyezményben elismert.
Pár hónappal Mátyás halála előtt (1618. május 23.) robbant ki az a fegyveres konfliktus, ami a XVII. század első felében, Európa történelmére rányomta a bélyegét, a harmincéves háború.

#### II. Ferdinánd, III. Ferdinánd és IV. Ferdinánd
II. Mátyásnak nem született gyermeke, az unokaöccse lett az utóda, II. Ferdinánd király (császárként is II. Ferdinánd).
A szigorúan vallásos II. Ferdinándnak az egész uralkodását (1619–1637) lekötötte a harmincéves háború, de nem csak vallásfelekezetek konfrontációjáról volt szó, hanem arról is, hogy a Habsburg-ház a politikai hatalmát mennyiben tudja megtartani. A háborúba, a Habsburgok ellenében, a Portaengedélyével, háromszor is bekapcsolódott Bethlen Gábor, az erdélyi fejedelem. Az első, az 1619-ben indított támadását, a cseh rendek felkelése váltotta ki, indokait a "Querela Hungariae" ("Magyarország panasza") kiáltvány foglalta össze, amely szerint, a fejedelem célja a protestánsok várható sérelmeinek elhárítása, a katolikus klérus túlhatalmának visszaszorításával; valójában Bethlen célja – ezen túl – egy protestáns magyar nemzeti királyság megteremtése volt. A Bethlen által összehívott országgyűlés, 1620. augusztus 25-én, Bethlent királlyá is választotta (bár nem koronáztatta meg magát), és a Habsburgokat detronizálta. A cseh felkelés azonban elbukott (fehérhegyi csata, 1620. november 8.), és végül – 1621. december 31-én – II. Ferdinánd és a magára maradt Bethlen biztosai megkötötték a nikolsburgi békét: Bethlen lemondott a királyi címről, míg II. Ferdinánd, átengedett neki, élete végéig, hét felső-magyarországi vármegyét, azzal, hogy e vármegyék végvárai fenntartásának a költségeihez, minden évben, hozzájárul, illetve Ferdinánd az 1606. évi bécsi békét megerősítette.
Bethlen, a német birodalmi protestáns szövetségesei támogatására, 1623-ban újra megtámadta II. Ferdinándot, a hadjáratot az 1624-ben megkötött, bécsi békeszerződés fejezte be, amely – a lényeget tekintve – a nikolsburgi békét megerősítette. 1626-ban, Bethlen harmadszor – és utoljára – megtámadta Ferdinándot, a protestáns hatalmak (Dánia, Anglia és Hollandia) szövetségéhez csatlakozva, arra hivatkozva, hogy a Habsburg-ház üldözi a protestánsokat. A hadjáratot, még ebben az évben (1626) megkötött pozsonyi békeszerződés lezárta, ez a megállapodás is a nikolsburgi békét erősítette meg, azzal, hogy Bethlen végleg lemondott II. Ferdinánd elleni, újabb támadásról.
Felső-Magyarországon nem lett tartós a békesség: 1631–1632 folyamán, Császár Péter vezetésével, a fizetetlen császári-királyi zsoldosok garázdálkodásai miatt, a Felső-Tisza-vidéki parasztfelkelés bontakozott ki.
Az 1637-ben meghalt II. Ferdinándot a fia, III. Ferdinánd király követte a trónon (császárként is III. Ferdinánd).
Az új uralkodó, akárcsak az apja, szembesült azzal, hogy az erdélyi fejedelem, ezúttal I. Rákóczi György, bekapcsolódott a Habsburg-ház ellen a háborúba, mégpedig francia-svéd szövetségben. I. Rákóczi György 1644-ben támadta meg III. Ferdinándot, arra hivatkozva, hogy az uralkodó olyan döntéseket hozott, amelyek ellentétesek voltak a magyar rendi alkotmánnyal. A harcokat az 1645. december 16-án megkötött, linzi békeszerződés zárta le. A felek, egyebek mellett, megállapodtak abban, hogy a korona minden alattvalója, így a parasztság számára is, biztosított a szabad vallásgyakorlás, Rákóczi fennhatósága alá kerül (az annak idején Bethlennel kötött megállapodás mintájára), hét felső-magyarországi vármegye, de Rákóczi kilép a francia-svéd szövetségből, és a jövőben nem avatkozik be a királyság ügyeibe.
III. Ferdinánd uralkodása alatt kötötték meg a harcoló felek a harmincéves háborút lezáró, vesztfáliai békét (1648). A Habsburg-ház átvészelte a háború, számukra válságos eseményeit, az ún. osztrák örökös tartományok és Csehország felett, az abszolutista uralmuk fennmaradt; ugyanakkor a császári hatalom névlegessé vált a Szent Római Birodalomban; és az 1555-ben megkötött, augsburgi vallásbékét, úgy újították meg, hogy az kiterjedt a kálvinistákra (reformátusokra) is.
III. Ferdinánd, különböző intézkedésekkel, megpróbálta konszolidálni a háború okozta válsághelyzetet, de megfelelő anyagi erőforrások hiányában, az oszmánok elleni harc felújításának nem volt realitása, és 1650-ben, huszonkettő évre, Isztambulban, az oszmánok és a Habsburgok, megújították a zsitvatoroki békét (ahogyan erre, 1627-ben, Szőnyben is sor került, és amely békék soha nem jelentettek teljes fegyvernyugvást).
III. Ferdinánd fiát, Ferdinánd főherceget, 1647-ben, magyar királlyá koronázták (IV. Ferdinánd), de ténylegesen nem uralkodott, mert apja elhunyta (1657) előtt, 1654-ben meghalt, így IV. Ferdinánd öccse, I.Lipót lépett a trónra, az apjuk elhunytakor.

#### I. Lipót

##### I. Lipót trónra lépésétől, Bécs ostromáig
I. Lipót hosszú, eseményekben rendkívül gazdag uralkodásának a mozgalmassága, csak I. Ferdinándnak a korszakához hasonlítható.
Szinte Lipót trónra lépésével egy időben, robbant ki az 1662 januárig elhúzódó erdélyi uralmi válság: 1657-ben, II. Rákóczi György erdélyi fejedelem, a Porta hozzájárulása nélkül, svéd biztatásra, a lengyel korona megszerzése reményében, hadjáratot indított Lengyelországba. Az oszmánok megtorolták a vazallus fejedelem engedetlenségét, IV. Mehmed szultán Rákóczi letételéről döntött, visszatérési kísérleteit negligálta, és Erdélyt – többször is – tatár és török csapatok pusztították. A fejedelemségtől meg válni nem kívánó Rákóczi, Lipóthoz fordult segítségért, amit az Udvar elhárított, a törököktől való összeütközéstől tartva. Látva azonban az erdélyi török akciókat, Lipót – 1660. májusban – mégis csapatokat küldött a Királyi Magyarországra, azonban ez nem akadályozta meg azt, hogy a kulcsfontosságú Várad a törökök kezére kerüljön. A következő évben (1661) Lipót, mégis beavatkozott az erdélyi ügyekbe, Rákóczi korábbi hívét, a Portától elszakadó Kemény János fejedelmet támogatva, Raimondo Montecuccoli gróf vonult be, a serege élén Erdélybe. Emiatt, az oszmánok számára, az elődjét, Barcsay Ákos fejedelmet meggyilkoltató Kemény fejedelemsége – nyilvánvalóan – nem volt elfogadható, nyomásukra az erdélyi országgyűlés I. Apafi Mihályt választotta fejedelemnek. Montecuccoli, értesülve arról, a törökök – az új fejedelem beiktatásával – jelezték azt, hogy Erdélyt nem szállják meg, kivonult Erdélyből, Kemény János pedig, 1662. januárban, az Apafit támogató török hadtól döntő vereséget szenvedett (nagyszőlősi csata), és a harcokban maga is elesett.
Lipót mégsem tudta elkerülni az oszmánokkal való harcot. Az ambiciózus nagyvezír, Köprülü Ahmed terveiben ugyanis Bécs elfoglalása szerepelt, annak ellenére, hogy 1662. őszén a Porta, az 1650. évi megállapodás helyett, még új szerződéssel kívánta rendezni a két uralkodónak, IV. Mehmednek és I. Lipótnak a viszonyát; erre az Udvar csak elkésetten, azután adott – egyébként a törökök számára kedvező – választ, miután a nagyvezír már elindult, a Lipót elleni hadjáratra (1663. április). Köprülü elfoglalta Érsekújvár fontos várát (1663. szeptember), majd belgrádi téli szállásra vonult vissza. A török támadásra frappáns választ adott Zrínyi Miklós, a költő és hadvezér, az európai hírűvé vált, 1664. évelejei, téli hadjáratával. 1664. májusban Köprülü újra támadott, a fősereget megkímélni kívánó Montecuccoli nem akadályozta meg Zrínyiújvár elfoglalását, de augusztus 1-én, Szentgotthárdnál, pürrhoszi győzelmet aratott Köprülü felett. Augusztus 10-én, a felek megkötötték a vasvári békeszerződést, amely – tulajdonképpen – a status quot szentesítette, az oszmánok megtarthatták Váradot és Érsekújvárt.
A magyar és a horvát politikai elit jelentős részében, a békekötés, a törökök elleni harc folytatásának az elmaradása, óriási felzúdulást váltott ki, és I. Lipót kormányzása ellen, széleskörű szervezkedés bontakozott ki, a Wesselényi-összeesküvés, a szervezkedők a franciák – sőt paradox módon – a törökök segítségének az igénybevételére is gondoltak. Az Udvarban azonban a kezdeményezésről tudomást szereztek, és 1670-ben – miközben a szervezkedők közül Zrínyi Péter a jobbágyait felkelésre hívta fel, és a veje, I. Rákóczi Ferenc, Felső-Magyarországon felkelést robbantott ki – az ellenzéki mozgalom elfojtásáról döntöttek. A szervezkedés bukása, és az összeesküvéssel, valamint a felkelésben való részvétellel gyanúsítható személyek ellen kihirdetett elfogató parancs miatt, már 1670 nyarán, a legkülönbözőbb társadalmi rétegekhez tartozó egyének, többségükben köznemesek (de főurak is), és elbocsátott végvári katonák, részben az ország észak-keleti „csücskébe”, a Királyi Magyarország, az Erdélyi Fejedelemség, és a hódoltság határvidékére; részben Erdélybe menekültek; számítva Apafi Mihály fejedelem támogatására. Ők voltak a bujdosók, belőlük „lettek” a kurucok. A következő évben (1671) a halálra ítélt Zrínyi Pétert, a sógorát, Frangepán Ferenc Kristófot, és Nádasdy Ferencet kivégezték.
A törökök támogatását kereső bujdosók, az első támadásukat 1672-ben indították, Felső-Magyarországon. Kezdeti sikereiket, vereségek követték, és az év végén visszavonultak a Partiumba. Közben az Udvarban az abszolutista uralom magyarországi bevezetésén fáradoztak, és 1673-ban, I. Lipót, a magyar rendi alkotmányosságot mellőzve, a királyság élére, Johann Caspar von Ampringen személyében, kormányzót állított (aki 1681-ig be is töltötte ezt a tisztséget); az elnöklete alatt álló guberniumnak négy osztrák és négy magyar tagja volt. A kormányzat, katonai erőszakot is alkalmazva, támogatta az ellenreformációt; illetve egy rendkívüli bíróság, felségsértés és hazaárulás vádjával, protestáns prédikátorokat és tanítókat ítélt el (1674), akiket a gályarabságból csak két évvel később (1676) váltottak ki a hollandok.
A bujdosók és a kormányzat erői között, szinte minden évben voltak kisebb összecsapások, jelentős harcokra azonban (1672 után) csak 1678-ban került sor, amit 1677-ben fontos megállapodás megkötése előzött meg: Május 27-én, Varsóban írták alá a bujdosók harcának, francia pénzügyi és katonai támogatásáról szóló, szövetségesi szerződést, XIV. Lajosnak, Apafi Mihály fejedelemnek és a bujdosóknak a megbízottjai. Az 1672–1679 között zajló, francia-holland háborúban, a Francia Királyság és a Szent Római Birodalom szembe kerültek egymással, ezért a Napkirálynak elemi érdeke fűződött ahhoz, hogy a bujdosók I. Lipót ellen sikeresen harcolhassanak. A bujdosók 1678. évi támadásából, a Thököly Imre által bravúrosan vezetett, szeptember-november közötti hadjárat, amellyel – átmenetileg – az adóbevételek szempontjából rendkívül fontos, felső-magyarországi bányavárosok is a bujdosók kezébe kerültek, egész Európában figyelmet keltett, jelezve azt, hogy a bujdosók vezetői közül, kiemelkedett az a személy, akivel a jövőben számolni kell. 1680. január 8-án, a bujdosók gyűlése Thökölyt generálissá választotta, így lett a bujdosóknak önálló, már nem Apafi Mihálytól, illetve bizalmasától, Teleki Mihálytól függő fővezére, de az együttműködés az erdélyi fejedelemmel megmaradt, közösen támadtak 1681 őszén Lipót ellen.
Thököly fellépésének kézzel fogható eredménye lett, ugyanis az Udvar az abszolutisztikus kormányzástól visszalépett, I. Lipót 1681-ben országgyűlést hívott össze, az uralkodó szentesítette a meghozott törvénycikkeket, a kormányzóságot megszüntették, a száműzött protestáns prédikátorok és tanítók hazajöhettek, és megerősítették a vallás szabad gyakorlását biztosító, 1608-ban meghozott törvénycikket. Thököly azonban nem hagyta abba a harcát I. Lipót ellen, felkelését 1682-ben is folytatta, a törökökre támaszkodva: XIV. Lajos ekkor már csak csekély mértékű pénzügyi segítséggel támogatta a bujdosók harcát, mert a francia-holland háborút, az 1679-ben megkötött, nijmegeni békeszerződés lezárta. 1682 elején, meg is jelentek Thököly követei a Portán, akik azt kérték, a szultán nevezze ki Thökölyt Magyarország fejedelmévé, és Thököly vállalja azt, hogy két éven belül, meghódoltatja a Királyi Magyarországot. Thököly el is nyerte a Bécs elfoglalását tervező nagyvezírnek, Kara Musztafának, a támogatását. Thököly megszerezte Kassát, a budai törökökkel, és Apafi seregével közösen, elfoglalták a jelentős füleki várat, majd Füleken megkapta a törököktől IV. Mehmed szultán okiratát arról, hogy a szultán kinevezte őt "Magyarország királyává" – évi negyvenezer tallér összegű adó megfizetése fejében. Ettől kezdve (1682. szeptember 16.), Thököly "Felső-Magyarország fejedelmének" címezte magát, Magyarország – de facto – immár nem három, hanem négy részre szakadt
Az oszmánok serege, Kara Musztafa nagyvezírrel az élén, 1683. július 14-én, megkezdte Bécs ostromát, a császárváros védői hősiesen kitartottak, és 1683. szeptember 12-én, a kahlenbergi csatában, a felmentő sereg, a Sobieski János (III. János) lengyel király és a Lotaringiai (V.) Károly herceg vezérelte szövetségesek, a lengyel–osztrák–német hadak, döntő győzelmet arattak a törökök felett.

##### Bécs ostromától I. Lipót haláláig
A kahlenbergi csata után, az Udvar egyes tagjaiban, a birodalom nyugati határára, a franciákra figyelve, felvetődött a szultánnal való békekötés lehetősége, de bécsi pápai nunciusnak, Francesco Buonvisi (Bonvisi) kardinálisnak, sőt magának Lotaringiai Károly hercegnek a fellépésére, ettől gyorsan elálltak; folytatódtak a törökök elleni harcok, a szövetségesek még ebben az évben (1683) bevették Esztergomot. Sőt, Boldog XI. Ince pápa kitartó fáradozásának köszönhetően, 1684-ben létrejött a Habsburg Birodalomból, a Lengyel–Litván Unióból, a Velencei Köztársaságból és a Pápai Államból álló, oszmán-ellenes Szent Liga, amelynek harcai felszabadították Magyarország túlnyomó részét az oszmán uralom alól.
1684-ben Buda visszafoglalása még nem sikerült, de a keresztény erők előre nyomulása 1685-ben is folytatódott (Érsekújvár felszabadítása). A harctéri sikertelenségért, Melek Ibrahim pasa, a szerdár (a magyarországi török hadak főparancsnoka), Váradon, Sarhoş Ahmed pasával, elfogatta Thökölyt (1685. október), arra gondolva, hogy a békekötés reményében, kiszolgáltatja őt a császáriaknak, de teljesen elszámította magát. A bécsi udvarban – ellentétben 1664-gyel – most nem látták elérkezettnek az időt a békekötésre, Thököly császári kézre kerülése pedig már nem volt az Udvar számára opció. 1686 első napjaiban, hiába engedték szabadon a törökök Thökölyt, felső-magyarországi fejedelemsége összeomlott, csak a felesége, Zrínyi Ilona tartott ki, 1688 elejéig, Munkács várában Thökölynek, a törökök eljárása miatt felháborodott hívei közül, sokan elfogadták az I. Lipót által még 1684. januárban felkínált kegyelmet, és nem kevesen, csatlakoztak a törökök elleni harchoz is, továbbá Kassát feladták a kurucok.
1686-ban, 145 évi oszmán uralom után, a Szent Liga csapatai, Lotaringiai Károly fővezérlete alatt, visszafoglalták Budát. Szintén Lotaringiai Károly vezérségével, 1687-ben, Nagyharsánynál, az ún. második mohácsi csatában, nagy győzelmet aratott a Szent Liga, amely Buda esetleges visszafoglalása elől zárta el az utat; majd Lotaringiai Károly és Apafi Mihály megbízottja, Balázsfalván, megállapodtak abban, hogy a császári-király sereg, téli szállásra, tizenkettő erdélyi várat kap. Még 1687-ben, Egert feladták a törökök. 1688-ban, Fogarasban, Apafi fejedelem – és a Lipót megbízásából eljáró – Antonio Caraffa tábornok megállapodtak abban, hogy Erdély, örökös királynak, I. Lipótot és utódait elfogadja. A megállapodást az erdélyi országgyűlés jóváhagyta, azzal, hogy – halálukig – Apafi és fia, a már megválasztott, II. Apafi Mihály, fejedelmek lehessenek. 1690-ben Kanizsát adták fel a törökök, de ekkor a figyelem ismét Erdély felé fordult: 1690-ben ugyanis meghalt I. Apafi Mihály fejedelem. II. Szulejmán szultán Thökölyt nevezte ki Erdély fejedelmévé, a "kuruckirály" fejedelemsége tiszavirág-életű volt, I. Lipót csapatai, még ebben az évben, kiszorították Erdélyből. Lipót, 1690. október 16-án, kibocsátotta a Diploma Leopoldinumot, Erdély közjogi helyzetének szabályozására, amely meghagyta a fejedelmi és rendi önkormányzat eddigi szerveit; a kiskorú II. Apafi Mihály fejedelem mellé – 1691-ben – kormányzót választott az erdélyi országgyűlés. 1691-ben, Bádeni Lajos őrgróf vezérletével, a Szent Liga, a szalánkeméni csatában döntő győzelmet aratott, a Köprülü Musztafa nagyvezír parancsnokolta törökök felett, ez a győzelem visszafordíthatatlanná tette a háború kimenetelét. 1692-ben a törökök feladták Váradot, így a magyarországi vilajet-székhelyek közül, már csak Temesvár maradt a birtokukban, azonban a háború még évekig eltartott: Ugyanis, még 1688-ban, XIV. Lajos király – megszegve az 1684-ben megkötött, regensburgi fegyverszünetet – megtámadta I. Lipótot, kirobbantva a pfalzi örökösödési háborút, ezért az Udvarnak a törökök elleni harcból, folyamatosan csapatokat kellett átirányítania a rajnai frontra. Végül, 1697-ben, Savoyai Jenő, a "nemes lovag" vezérelte Szent Liga, a zentai csatában, a háborút eldöntő, megsemmisítő győzelmet aratott, az Elmasz Mehmed nagyvezír irányította törökök felett. 1699-ben a Habsburgok és az Oszmánok, a Szent Liga háborújának a lezárásaként, megkötötték a karlócai békeszerződést, Magyarország – a Temesközt kivéve – felszabadult az oszmán-török uralom alól.
A sikeres, törökök elleni harcok azzal jártak, hogy a megerősödött Udvar, ismét kísérletet tett Magyarországon az abszolutista uralom bevezetésére, a rendi alkotmány visszaszorítására. Caraffa tábornok, azzal az ürüggyel, hogy az uralkodó elleni összeesküvést leplezett le, Eperjesen, 1687. február elején, rendkívüli bíróságot állított fel, Thököly hívei, illetve híveinek tartott személyek elleni eljárásoknak a lefolytatására, ez volt az eperjesi vértörvényszék (avagy vésztörvényszék); I. Lipót teljhatalmat adott a tábornoknak, Caraffa önállóan döntött az elfogatásokról, az ítélethozatalról, és azok végrehajtásáról. Caraffa eljárásának, huszonnégy (avagy huszonhárom) áldozata volt. I. Lipót később (1688) szentesítette az 1687. évi országgyűlés azon törvénycikkeit, amelyek az eperjesi törvényszéket megszüntették (igaz, Lipót már korábban feloszlatta a törvényszéket), és rendelkeztek a kivégzettek özvegyeinek és árváinak kárpótlásáról; ugyanakkor, más törvénycikkekben, viszont eltörölték a nemességnek az Aranybullában biztosított ellenállási jogát; továbbá elfogadták az örökös királyságot, a Habsburg-ház osztrák ágának a férfiágon történő trónöröklését. 1688. decemberben pedig arról rendelkezett Lipót, hogy az 1683 után, a törököktől visszafoglalt területeken, csak a birtokosság írásban történt igazolása, és "fegyverváltság" jogcímén, a birtok értékének 10%-át képező összeg megfizetése után, adható vissza a birtok a régi tulajdonosoknak, az ügyeket az Újszerzeményi Bizottság bírálta el. A lakosság – elsősorban a jobbágyság – számára komoly terhet jelentett a császári-királyi katonaság bekvártélyozása, 1697-ben ki is robbant a XVII. század utolsó kurucharca, a hegyaljai felkelés.
A kormányzattal való, egyre szélesebb körű elégedetlenség vezetett, 1703-ban, a Rákóczi-szabadságharc kirobbanásához. II. Rákóczi Ferenc, már 1700. novemberben, támogatásért XIV. Lajos király fordult, majd 1701-ben is, hiszen kedvező lehetőséget látott az I. Lipót elleni fellépésre, az uralkodó nyugati lekötöttségei miatt, mivel kirobbant a spanyol örökösödési háború (1701–1714), a Habsburgok spanyol ágának kihalása után, az osztrák Habsburgok nem kívántak a spanyol trónról lemondani. Rákóczi szervezkedését elárulták, de a fogságból (a különbíróság ügyésze halálos ítélet kiszabását kérte), sikerült Lengyelországba menekülnie. 1703-ban, a Tiszaháton, Esze Tamással az élen, a szegénylegények szervezkedni kezdtek, április elején a küldöttjeik felkeresték Rákóczit, azért, hogy álljon az élükre. Rákóczi ezt elfogadta, május 6-án kiadta a breznai kiáltványt, Magyarország minden "nemest és nemtelent" lakosát harcba szólítva a Habsburgok ellen; június 16-án Rákóczi magyar területre lépett, kitört a szabadságharc. A Tiszántúl, és Felső-Magyarország jelentős része, a kurucok kezébe került. 1704. januárban jelent meg Rákóczi Manifestuma. A kiáltványban felsorolták azt, hogy milyen sérelmek érték, elsősorban Lipót kormányzása alatt, a magyar rendi állam-berendezkedést, amelyek miatt Rákóczinak, illetve a magyar nemzetnek, fegyvert kellett ragadnia. Ebben az évben (1704) a harcok a Dunántúlra is kiterjedtek; a császári-királyi erők, elsősorban, a megerősített helységeket (például Buda, Pozsony, Győr, Várad) megtartották. Rákóczi személyes hadvezetése, nem volt sikeres (nagyszombati csatavesztés, 1704. december 26.). Rákóczit, 1704. július 7-én, Erdély fejedelmévé választották, a Gyulafehérváron tartott országgyűlésen (a város 1704. áprilisban került a kurucok kezére). Rákóczi nagy súlyt fektetett a diplomáciai kapcsolatokra, a francia, a lengyel és a svéd királlyal, és a szabadságharc gazdasági és társadalmi bázisának kiépítésére.
A harcok kimenetelét még egyáltalán nem lehetett látni akkor, amikor I. Lipót elhunyt (1705. május 5.).

#### I. József és III. Károly
I. Lipót utóda a fia lett, a már 1687-ben magyar királlyá koronázott I. József (császárként is I. József), akinek az uralkodására, teljes egészében, a Rákóczi-szabadságharc és a spanyol örökösödési háború rányomta a bélyegét.
1705. szeptemberben, a szécsényi országgyűlés rendjei szövetséggé (konföderációvá) alakultak, és Rákóczit vezérlő fejedelemmé választották. Az Udvar számára, egyre sürgősebbé vált a szabadságharc felszámolása, de az 1705. októbertől, 1706. júliusáig tartott, nagyszombati békekonferencia eredménytelen maradt. Közben Bottyán János, Rákóczi generálisa, győzelmes dunántúli hadjáratot vezetett (1705. november-december), de Rákóczi zsibói csatavesztése (1705. november), Erdélyt I. József kezére adta. 
1706 nyarán azonban, Jean-Louis Rabutin de Bussy tábornok, a császári hadvezér, Erdélyt elhagyta, magyarországi hadszíntérre vonult (Kassát eredménytelenül ostromolta), és ezután, néhány vár kivételével, Károlyi Sándornak, illetve Pekry Lőrincnek, sikerült Erdélyt visszaszerezni, és 1707. áprilisban, a marosvásárhelyi országgyűlés, kimondta Erdély elszakadását a Habsburgoktól, és az erdélyi rendek ismét II. Rákóczi Ferencet emelték fejedelmüknek. Az 1707. május-júniusi ónodi országgyűlésen, kimondták a Habsburg-ház trónfosztását (1620 után, másodszor)
Tekintettel arra, hogy XIV. Lajos elhárította Rákóczinak, a francia-magyar szerződés megkötésére irányuló kérelmét, Rákóczi I. (Nagy) Péter orosz cárral keresett kapcsolatot, és 1707. szeptember 14-én, Varsóban, a cár és Rákóczi megbízottjai, szerződést is kötöttek, egyebek mellett, abban megállapodva, hogy a cár eljár I. Józsefnél, Magyarország szabadsága, és Erdély függetlensége érdekében, akként, hogy Erdély Rákóczi birtokában maradjon; közben Rabutin tábornok visszatért Erdélybe, kiszorítva onnan a kurucokat (1707 ősze). Rákóczi porosz-kapcsolat kiépítésében is reménykedett, Sziléziába irányuló hadjáratot tervezett, de az általa vezérelt kuruc sereg, 1708. augusztus 3-án, a trencséni csatában, súlyos vereséget szenvedett I. József hadvezéreitől, Sigbert Heister tábornagytól, és Pálffy János tábornoktól. Ez volt a szabadságharc döntő ütközete, lassú fordulat következett be, a császári-királyi erők előre nyomulásával, fokozatosan zsugorodott a kurucok uralta terület, Rákóczi erőforrásai kezdtek kimerülni, és a mögötte álló nemzeti egység bomladozott. Az 1710. január 22-én megvívott, eldöntetlen romhányi csata, tulajdonképpen a kurucok stratégiai veresége volt, amelyet követően, a kurucoknak már nem maradt esélye a katonai győzelemre. Az időközben tábornaggyá előléptetett Pálffy János, I. József főparancsnoka, az uralkodó megbízásából, teljhatalmat kapott a Károlyi Sándorral, a kuruc sereg főparancsnokával folytatandó tárgyalásokra. 1711. február 15-én, Rákóczi megbízta Károlyit – a már korábban megkezdett – béketárgyalások folytatására, és a Péter cárral való, közvetlen tárgyalások végett, Lengyelországba távozott (ahova már korábban kiutazott Rákóczi első számú bizalmasa és támogatója, Bercsényi Miklós). Károlyi és Pálffy tárgyalásai közben, 1711. április 17-én, I. József elhunyt.
I. József (fiúgyermeke nem született) utóda az öccse lett, III. Károly (császárként VI. Károly), de a spanyol korona megszerzésén tevékenykedő Károlynak, a Spanyolországból történő megérkezéséig, régensnőként I. Lipót özvegye, Eleonóra császárné és királyné gyakorolta a hatalmat. 1711. április 30-án, királyi megbízottként Pálffy János, a szövetkezett rendek képviseletében Károlyi Sándor, megkötötték a szatmári békét (amit Eleonóra régensnőként megerősített), majd május 1-én, sor került a kurucok majtényi fegyverletételére. A szatmári béke kompromisszum, a magyar rendiség és az abszolutista uralom között, amely 1848-ig, biztosította Magyarország különállását, a Habsburg-birodalomban, a Magyar Királyság elkerülte azt az alávetett helyzetet, amibe a Cseh Királyság került, a fehérhegyi csatavesztés (1621) után. Rákóczi tiltakozott a békekötés ellen, nem fogadta el az amnesztiát, a száműzetést választotta.
III. Károly uralkodását végig is kísérte a szatmári béke szelleme, a kompromisszumos kormányzás az Udvar és a rendek között, ahogyan – még 1711. tavaszán, a Spanyolországból Bécsbe küldött leveleiben fogalmazott – „… az az akaratom, és különösen ügyelni kell arra, hogy nagyobb kedvezéssel kell bánni ezen nemzettel, és el kell venni tőlük azt az aggodalmat, hogy a németek elnyomják őket. Meg kell nekik mutatni, hogy én csak úgy megbizom bennük, mint másokban, és megbecsülöm őket.” illetve „Meg kell mutatni a magyaroknak, hogy teljes igazsággal és szeretettel akarják őket kormányozni.” Az uralkodó közigazgatási és igazságszolgáltatási reformokat vezetett be, illetve megkezdődött a török harcok alatt kivérzett, ritkán lakott területeknek a külföldről (pl. németekkel) történő betelepítése (ami Mária Terézia, illetve II. József alatt is, folytatódott).
III. Károly uralkodása alatt szabadult fel Magyarország teljes területe az oszmán uralom alól. A karlócai békében foglaltakat átmenetinek tartó Oszmán Birodalom, 1716-ban, hadat üzent a Habsburgoknak – Habsburg–török háború (1716–18) -, azonban a törökök a péterváradi csatában, súlyos vereséget szenvedtek Savoyai Jenő hadától, akinek ebben az évben (1716) Temesvárt feladták a törökök. Savoyai, 1717-ben, legyőzte őket Belgrád előtt, mire a védők feladták a várost, majd a felek, 1718-ban, békét kötöttek (pozsareváci békeszerződés); III. Ahmed szultán azon reménye, hogy az emigráns kurucok Magyarországon felkelést robbantsanak ki, nem vált valóra. 1737-ben III. Károly, az Orosz Birodalom oldalán, bekapcsolódott az oszmánok elleni harcba – orosz-osztrák-török háború (1735–1739) -, de sikertelenül: Belgrádot visszaszerezték a törökök, és a belgrádi békével (1739), ismét a Duna-Száva vonala lett az Oszmán Birodalom határa. E háború előtt, 1735-ben tört ki a Dél-Alföldön, magyar és szerb jobbágyok részvételével, a Szegedinác Jovánovics Péró nevével fémjelzett parasztfelkelés.
III. Károly sikerét jelentette az, hogy 1722-ben először az erdélyi-, majd magyarországi országgyűlés, elfogadta a Habsburg-családnak a trónöröklésről szóló, 1713-ban megalkotott házi törvényét, azaz azt, ha az uralkodó fiúutód nélkül halna meg, akkor a trónutódlás a nőágra kiterjed (Pragmatica sanctio). Ugyanakkor, még 1714-ben, a spanyol örökösödési háború befejeztével, tudomásul kellett vennie azt, hogy a spanyol trón végleg elveszett az osztrák Habsburgok számára.
1740-ben III. Károly meghalt, utóda a lánya lett, Mária Terézia királynő, Magyarország második – és egyben utolsó – királynője.

#### Mária Terézia

##### A háborúk
Annak ellenére, hogy korábban az európai nagyhatalmak, a leányági öröklést elismerték, már Mária Terézia trónra lépésének évében (1740) kitört a több szakaszból álló, osztrák örökösödési háború (1740–1748); ugyanis a Szent Római Birodalmon belüli, jelentős uralkodók – Károly Albert bajor választófejedelem (a későbbi VII. Károly császár), II. Frigyes Ágost szász választófejedelem (III. Ágost néven lengyel király) – sőt V. Fülöp spanyol király is, a száli törvényre hivatkozással, nem ismerték el a leányági öröklést; és igényt tartottak a Habsburg Birodalom örökségére. II. (Nagy) Frigyes porosz király viszont elismerte Mária Terézia trónöröklését, sőt segítségét is felajánlotta a királynőnek, az ellenfeleivel szemben, de ellenértékként a gazdag Szilézia tartományt kérte; sőt meg sem várva Mária Terézia válaszát, már 1740. decemberben benyomult Sziléziába, és 1741. áprilisban, osztrákokat legyőzve, el is foglalta a tartományt, a poroszok a magyar határ közelébe értek.
A magára maradt Mária Terézia, tanácsadóinak a véleményét mellőzve, a magyar rendekhez fordult segítségért (1741. májusi pozsonyi országgyűlés), biztosítva a nemességet szabadságjogainak betartásáról. A rendek döntöttek is a nemesi felkelés megszervezéséről, Mária Terézia uralmának megvédéséről ("Vitam et sanguinem", "Életünket és vérünket"); a nemesség megmentette a Habsburg-monarchiát, nem is annyira a konkrét fegyveres segítséggel, hanem azzal, hogy az adott nemzetközi helyzetben, Magyarországot nem állította Ausztria ellenfeleinek oldalára; a nemesség, ragaszkodva az ősi kiváltságaihoz, azoknak biztosítékát látta a Habsburg-uralom fennmaradásában. Az örökösödési háborút végül az aacheni békeszerződés (1748) zárta le: Az európai hatalmak elismerték Mária Terézia trónöröklését, a jogait a Habsburg örökös tartományokra, és férjének, I. (Lotaringiai) Ferenc Istvánnak a császári címét; de Szilézia II. Frigyes birtokában maradhatott. A béke azonban nem bizonyult tartósnak:
Mária Terézia a békekötéssel időt akart nyerni, felkészülni arra, hogy visszavághasson II. Frigyesnek, és megkísérelhesse Szilézia visszafoglalását. A királynő megnyerte a franciák és az oroszok támogatását, a porosz uralkodó viszont az angolok támogatására számíthatott. Nagy Frigyes, a megtámadására számítva, 1756-ban lerohanta az ekkor az osztrákokkal szimpatizáló Szászországot, kitört a hétéves háború (1756–1763). 1757-ben hajtotta végre Hadik András a huszárjaival az európai visszhangot kiváltó bravúrt, Berlinnek, a porosz fővárosnak a megsarcolását. 1762-ben azonban, Erzsébet cárnő halála után, az oroszok kiléptek a háborúból, szinte az összeomlástól menekült meg Poroszország. A háború végül – osztrák szempontból – eredménytelenül ért véget, a hubertusburgi békeszerződés (1763) értelmében, a határok változatlanok maradtak, a háború kitörésekor fennállt status quo maradt fenn, Ausztria számára így Szilézia végleg elveszett.
Mária Teréziának, az élete vége felé, a bajor örökösödési háborúval (1778–1779) kellett szembesülnie, ami azonban valójában már a fiához, II. József császárhoz kapcsolódott, nem a királynőhöz. A királynő gyarapította a Habsburg-birodalom területét, Lengyelország első felosztásában (1772), lelkifurdalással történt részvételével.

##### A kormányzás
Mária Terézia, az adózási-pénzügyi kérdéseket illetően, a magyar rendekkel konfliktusba került. Az 1751-es országgyűlésen, az örökös tartományok mintájára, megkísérelte a magyar nemességnek a megadóztatását, de sikertelenül; illetve a rendek, az 1764-es országgyűlésen is, a korábban megerősített kiváltságaikra hivatkozással, elutasították a megadóztatásukat; ekkor is csak a jobbágyság terhére történt adóemeléshez járultak hozzá. A királynő ezért, már 1754-ben, sajátos – és időnként módosított – merkantilista vámtarifákat léptetett hatályba, a magyar nemesség adómentessége miatt hiányzó állami bevételeknek a pótlására, a háborús kiadások miatt jelentősen megnőtt államadósság csökkentésére, illetve az elveszített sziléziai ipar pótlásaként, az örökös tartományok iparának a fejlesztésére. A vámtarifa-rendszernek a lényege az volt, hogy a Habsburg-birodalom határain külső vámhatárt, az örökös tartományok és Magyarország között belső vámhatárt létesítettek, és az egyes vámárukat terhelő vám mértéke attól függött, hogy melyik vámhatáron, milyen vámárút, honnan – és hova – szállítottak: A Magyarországról jövő mezőgazdasági termékekre és nyersanyagokra (kivéve azokat, amelyeket az örökös tartományokban megtermeltek), a belső vámhatáron, nagyon alacsony vámot vetettek ki; így az örökös tartományoknak – ideértve Csehországot és Morvaországot is, nem csak az osztrák tartományokat – az ipara, a magyarországi nyersanyagokat olcsóbban szerezhette be, mint máshonnan, de a magyar mezőgazdasági termékeket is. Azonban ezeknek a termékeknek, a Magyarországról a birodalmon kívülre történő kivitelére, azaz, a külső vámhatáron, magas vámtételek voltak érvényesek. Az örökös tartományokból származó iparcikkeknek, a magyarországi behozatalát (belső vámhatár) nagyon alacsony vám terhelte. Ugyanakkor, az örökös tartományok termelőinek konkurenciát jelentő magyar termékeknek – például az iparcikkeknek – a kivitelét Magyarországról (belső vámhatár), már a magas vám terhelte; és ugyanilyen magas vám terhelte az iparcikkeknek az örökös tartományokon kívülről, akár Magyarországra, akár az örökös tartományokba történő behozatalát (külső vámhatár). Az alacsony vámnak a mértéke 3%, míg a magas vámnak a mértéke 30% volt. Ez a vámrendszer, egyrészt a magyarországi ipar helyzetét megnehezítette, másrészt az örökös tartományok iparának a külföldi versenytársait – gyakorlatilag – kiszorította a magyarországi piacról, de az örökös tartományok piacáról is. A vámtarifa eltörlése nem volt opció a királynő számára, ahogyan Mária Terézia fogalmazott, "mindaddig, amíg a magyar nemesség és klérus nem adózik", "továbbra is fenn kell tartani az osztrák uradalmak számára terményeik oly áron való értékesítését, hogy osztrák alattvalóink az állami adókat azok révén megfizethessék.". Ez a vámtarifa-rendszer hozzájárult Magyarország agrár-feudális jellegének a konzerválásához; a belső – az Ausztria és Magyarország közötti – vámhatárt csak 1851-ben szüntették meg. A vámintézkedések nem voltak személyes indíttatású döntések, avagy "megtorlások": Erre utal az, hogy az 1760-ban alapított Államtanács (Staatsrat), már 1767-ben (amikor magyar tagja még nem volt), kezdeményező lépéseket tett, a Magyar Királyi Kamara felé, a magyar ipar fellendítése érdekében. A Kamara azonban, arra való hivatkozással, hogy a gyárak felállítása sok pénzbe kerül, és kérdéses az, megérik-e a befektetést, a kezdeményezést elhárította; a nemesség számára még nem érkezett el a reformkornak az ideje, ami a hazai ipar fellendülésének a korszaka is volt.
A reformok kérdésében, a királynő és a magyar nemesség közötti véleménykülönbségek miatt, 1765, gróf Batthyány Lajos Ernő, az utolsó magyar nemzeti nádor halála után, a nádori tisztség nem lett betöltve, illetve az országgyűlést sem hívta össze az uralkodó. A királynőt, a haláláig, a Magyar Királyságban Albert Kázmér szász–tescheni herceg képviselte, mint helytartó. Mária Terézia rendeleti kormányzása azonban, nem ütközött a magyar rendek ellenállásába, ugyanis ez a jogalkotás olyan kérdésekre terjedt ki, amelyekben az uralkodónak nem volt szüksége a rendek jóváhagyására; továbbá a rendeleteket a Magyar Udvari Kancellárián fogalmazták meg, készítették elő.
1766-tól, a Magyar Királyság lakatlan, a török hódoltság idején kipusztult területeire – elsősorban – német ajkú lakosságot telepítettek be. A korabeli magyar politikai elit nem idegenkedett a betelepítéstől: Hatalmas mezőgazdasági területekről hiányzott a munkaerő, illetve erdélyi földbirtokosok már korábban is fogadták a viszonylag olcsó munkaerőt jelentő románoknak a bevándorlását Havasalföldről és Moldvából.
Mária Terézia, a reformintézkedései körében, 1767-ben kiadta az úrbéri pátenst, amely szabályozta a jobbágyoknak a földesúr felé teljesítendő szolgáltatásait, ugyanis az állami és földesúri terhek miatti elégedetlenség, szórványos parasztfelkelésekhez vezetett (1755, 1764, 1765-66). Ugyanakkor, a királynő életében, fennmaradt az az 1751-ben meghozott rendelkezése, hogy a jobbágyoknak, a beszállásolt katonák részére, előre meghatározott áron kellett élelmiszert adniuk, vagy egyéb természetbeni juttatásokat, és ha ezeknek a piaci ára magasabb volt, akkor a veszteség a jobbágyok terhén maradt (deperdita). Az igazságszolgáltatás korszerűsítése jegyében, 1770-től alkalmazták – Magyarországon is – a Constitutio Criminalis Theresianát, az új büntetőjogi és büntető-eljárási jogi törvénykönyvet, 1776-tól betiltva a kínvallatást. 1769-ben, Egerben, megindult az első magyarországi orvosképzés, 1770-ben felállították a nagyszombati egyetem orvosi karát (de az egri orvosképzés 1771-ben megszűnt), illetve az egyetemet Nagyszombatból Budára telepítették (1777). 1775-ben szegényügyi rendeletet adott ki (egyebek mellett, szegényházak, dologházak, árvaházak létesítése céljából). 1777-ben kiadta az oktatásügy átfogó szabályozásáról szóló, és az oktatást – a korábbi tanításhoz képest – modernizáló rendeletét, a Ratio Educationist; meg indult a tanítóképzés is.
A királynő egy intézkedése, szándéka ellenére, tragédiához vezetett: Az erdélyi határőrség felállításáról szóló rendelet kapcsán, a sorozás ellen tiltakozó csíki székelyeket, 1764. január 7-én, Madéfalván, a Siskovics József táborszernagy vezérelte katonaság megrohanta, sokakat megölték, illetve sokan Moldvába menekültek, ez volt a madéfalvi veszedelem (vérengzés), avagy siculicidium, azaz, székelygyilkosság.
Mária Teréziához kapcsolódik a Collegium Nobilium Theresianum alapítása, a nemes ifjak műveltségének, és közszolgálatra való alkalmasságuknak az elősegítése végett, illetve a királynő alapította meg a magyar királyi (nemesi) testőrséget; továbbá a Mária Terézia-rendet a harci érdemek, a Szent István-rendet a polgári és az egyházi érdemek elismerésére. Fiumét a magyar Szentkorona tartozékává nyilvánította (1776). Megkezdte a budavári királyi palota építését. I. (Szent) István király ereklyéjét, a Szent Jobbot, hazahozatta Dubrovnikból Budára, és Szent István napját, augusztus 20-át, országos ünneppé nyilvánította.
A felvilágosult abszolutizmus mérsékelt képviselőjének minősülő Mária Terézia 1780-ban hunyt el. Utóda a fia lett, II. József király, aki az első uralkodó volt a Habsburg–Lotaringiai-házból.

#### Visszatekintés
A Habsburg-uralomnak az értékeléséhez, támpontként szolgálnak az alábbiak:
Apponyi Albert összefoglalása : "Sokszor iparkodtam saját gondolkozásomban és külföldön tartott előadásokban is a Habsburg-uralom mérlegét megállapítani a hazánkra gyakorolt hatás tekintetében. Arra az eredményre jutottam, hogy annak sokféle hátrányát ellensúlyozza – egyebektől eltekintve – az az eléggé meg nem becsülhető előny, hogy megszilárdította bennünk a nyugati gondolkodásmódot, terjesztette köztünk a nyugati szokásokat, szóval teljessé tette a Szent István által útbaindított evolúciót a nyugati nemzetlét megvalósításához. Még egyes káros jelenségek is előmozdították ezt a célt; ami bennük káros volt, az elenyészett, a nyugatias hatás megmaradt."
A Habsburg-házi magyar királyoknak, évszázadokon át, küzdeniük kellett az Oszmán Birodalommal, ami jelentős anyagi-pénzügyi forrásokat igényelt:
Pálffy Géza: "Mivel az egyre kisebb területre apadó Magyar Királyság még mindig tekintélyes bevételeiből a mintegy 100-120 végvárban szolgáló 20-22 000 főnyi állandó szolgálatot teljesítő katonaság zsoldját csak körülbelül 25-30 százalékban tudták fedezni, a maradék összeget az osztrák és cseh tartományokból, valamint a Német-római Birodalomból kellett, pontosabban kellett volna biztosítani. A magyarországi törökellenes határvédelmi rendszer fenntartása még a Habsburgok osztrák ága által irányított egész Duna-menti monarchiát is óriási pénzügyi nehézségek elé állította. A nagyhatalom éves összbevételei (kb. 2 000 000 rajnai forint) ugyanis a magyar–horvát határvédelem évente szükséges költségeire (kb. 1 700 000-2 100 000 rajnai forint) csak akkor lettek volna elegendőek, ha a közép-európai birodalom minden jövedelmét csaknem kizárólag erre fordítják. A Habsburg Birodalom országai és tartományai tehát összességükben sem lehettek képesek a törökellenes határvédelem rendszeres finanszírozására! Ennek ellenére Magyarország a 16–17. században fennmaradásához -- amely egyúttal a tőle nyugatra fekvő tartományok védelmét is jelentette -- óriási katonai és pénzügyi segítséget (évente több százezer forintot) kapott. A Magyar Királyság és egyúttal a magyarság megmaradásához sajnos más út nem vezetett."

## A Habsburg-házi uralkodók őseinek és a Habsburg-házi uralkodóknak a leszármazási táblája

### A Habsburg-ház eredete[29]
- (III.) Eberhard (?-?), az elzászi Nordgau grófja
  - (III.) Hugó (?-940), Nordgau grófja
    - Gazdag Guntram (?-973?), Breisgau (ma Baden-Württemberg egyik régiója) grófja és Muri (ma Aargau kanton, Svájc) ura
      - I. Landolt (I. Lanzelin) (?-991), Klettgau (ma: Aargau Kanton egyik kerülete) grófja és Thurgau (ma Thurgau kanton) grófja
        - I. Werner (975/980–1028), Strasbourg püspöke
        - Radbot (985 körül–1045), Klettgau grófja és Habsburg (vár, ma: Aargau kanton) grófja
          - I. Ottó (1015–1055), az elzászi Sundgau grófja
          - I. Albert (1016–1055), Habsburg grófja
          - II. Werner (1025–1096), Habsburg grófja
            - II. Albert (?–1140), (Habsburg grófja?)
            - II. Ottó (?–1111), Habsburg grófja
              - III. Werner (?–1167), Habsburg grófja
                - III. (Gazdag) Albert (?–1199), Habsburg grófja
                  - II. (Jóságos, Jó) Rudolf (?–1232), Habsburg grófja
                    - IV. (Bölcs) Albert (1188 körül–1239), Habsburg grófja
                      - IV. Rudolf (1218–1291), Habsburg grófja, I. Rudolf király Lásd itt ♠!

                    - III. (Csendes, Hallgatag) Rudolf (?–1249), Laufenburg (vár, ma: Aargau Kanton) grófja, a laufenburgi ág megalapítója, amely – férfiágon – 1408-ban kihalt
                      - I. Eberhard (?–1284), Kyburg (vár, ma: Zürich kanton) grófja, a kyburgi ág megalapítója, amely – férfiágon – 1415-ben kihalt

        - I. Rudolf (985/990–1063)

### I. Rudolf királytól III. Frigyes császárig
A német-római királyt mostantól egyszerűen, jelző nélkül király-ként említjük. A "~" jel azt jelzi, hogy a mögötte álló dátum nem egzakt, vélelmezett. Csak akkor tüntettük fel az uralkodói sorszámot a további címeknél, ha az eltér a fő sorszámként megadottól.
- (♠) I. Rudolf (1218–1291)[30] király: 1273–1291, Ausztria hercege: 1278–1282, IV. Rudolf: Habsburg grófja
  - I. Albert (1255–1308), király: 1298–1308, Ausztria hercege: 1282–1308,
    - III. Rudolf (~1282–1307), Ausztria hercege: 1298–1306, Csehország királya: 1306–1307,
    - Szép Frigyes (1289–1330), király: 1314-1330, I. Frigyes, Ausztria hercege: 1308-1330
    - I. Lipót (1290-1330), Ausztria hercege: 1308–1326
    - II. (Bölcs, avagy Béna) Albert (1298–1358), Ausztria hercege: 1330–1358
      - IV. (Alapító) Rudolf (1339–1365), Ausztria hercege: 1358-1365[31]
      - III. Frigyes, (1347-1362), osztrák herceg[32]
      - III. Albert (1349-1395), Ausztria (Alsó-Ausztria) hercege: 1365-1395[33]
        - IV. (Türelmes) Albert (1377-1404), Ausztria (Alsó-Ausztria) hercege: 1395-1404
          - V. Albert (1397-1439), Ausztria (Alsó-Ausztria) hercege: 1404-1439, II. Albert király: 1438-1439, Albert, Csehország királya: 1438-1439, Albert, Magyarország királya: 1437-1439[34]
            - Utószülött László (1440-1457), Ausztria (Alsó-Ausztria) hercege: 1440-1453, főhercege: 1453-1457, László, Csehország királya: 1440/1453-1457, V. László, Magyarország királya: 1440/1444-1457

      - III. (Igazságos) Lipót (1351-1386), Ausztria (Belső-Ausztria) hercege: 1365-1386[35]
        - Becsvágyó Vilmos (1370 körül-1406), Ausztria (Belső-Ausztria) hercege: 1386-1406
        - IV. Lipót (1371 körül-1411), Ausztria (Belső-Ausztria) hercege: 1386-1411
        - I. (Vas, Vaserejű) Ernő (1377 körül-1424), Ausztria (Belső-Ausztria) hercege: 1406-1424[36]
          - V. Frigyes (1415-1493), Ausztria (Belső-Ausztria) hercege: 1424-1453, főhercege: 1453-1463, Ausztria (Alsó-Ausztria) főhercege: 1457-1463, Ausztria főhercege: 1463-1493 Lásd itt ♣!
          - VI. (Tékozló) Albert (1418-1463), Ausztria (Belső-Ausztria) hercege: 1424-1453, főhercege: 1453-1463, Ausztria (Alsó-Ausztria) főhercege: 1462-1463
          - II. Ernő (1420?-1432), osztrák herceg

        - IV. (Ürestarisznyájú) Frigyes (1382-1439), címzetes ausztriai herceg, Tirol hercegesített grófja: 1411-1439
          - Gazdag Zsigmond (1427-1496), címzetes ausztriai herceg, Tirol hercegesített grófja: 1439-1490 (lemondott)

    - (Víg, Vidám) Ottó (1301-1339), Ausztria hercege: 1330-1339
      - II. Frigyes (1327/1333-1344), osztrák herceg
      - II. Lipót (1328-1344), osztrák herceg

  - II. Rudolf (1271-1290), Ausztria hercege: 1282-1283, Svábföld hercege: 1273-1290[37]

### III. Frigyes császártól a spanyol ágig, illetve annak kihalásáig
A Szent Római Birodalom császárát mostantól egyszerűen, jelző nélkül császár-ként említjük.
- (♣)A1. (feljebb: II.FA1.) III. Frigyes (1415-1493), uralkodott: 1440-1493 (koronázva: 1442), császár: 1452-1493, ausztriai hercegi és főhercegi címeit lásd feljebb!
  - I. Miksa (1459-1519), király: 1493-1519 (koronázva: 1486), császár: 1508-1519, Ausztria uralkodó főhercege: 1493-1519 ("az utolsó lovag")
    - I. (Szép) Fülöp (1478-1506), Kasztília és León királya: 1506-1506 (társuralkodó)
      - V. Károly (1500-1558), király: 1519-1556 (koronázva: 1520), császár: 1520/1530-1556 (választott császár, pápai hozzájárulással: 1520, koronázva: 1530, lemondott), I. Károly, Ausztria uralkodó főhercege: 1519-1521 (lemondott), I. Károly, Spanyolország királya: 1516-1556 (lemondott),
        - Pármai Margit (1522-1586), Spanyol-Németalföld helytartója: 1559-1567 (lemondott)
        - II. (Körültekintő, Okos) Fülöp (1527-1598), Spanyolország királya: 1556-1598, I. Fülöp, Portugália királya: 1580-1598
          - Izabella Klára (1566-1633), infánsnő, Spanyol-Németalföld helytartója (főkormányzója): 1598-1621
          - III. (Jámbor, Kegyes) Fülöp (1578-1621), Spanyolország királya: 1598-1621, II. Fülöp, Portugália királya: 1598-1621 
            - IV. (Nagy) Fülöp (1605-1665), Spanyolország királya: 1621-1665, III. Fülöp, Portugália királya: 1621-1640 (trónfosztva)
              - Ausztriai János József (1629-1679), Spanyol-Németalföld helytartója (főkormányzója): 1656-1659
              - II. (Babonás) Károly (1661-1700), Spanyolország királya: 1665-1700,

            - Ferdinánd (1609-1641), bíboros-infáns, Spanyol-Németalföld helytartója (főkormányzója): 1633-1641

        - Ausztriai János (1547-1578), Spanyol-Németalföld helytartója: 1576-1578[38]

      - I. Ferdinánd (1503-1564) Folytatás itt ♥!
      - Magyarországi Mária (1505-1558), osztrák főhercegnő, Spanyol-Németalföld helytartója (főkormányzója): 1531-1555 (lemondott)[39]

    - Ausztriai Margit (1480-1530), osztrák főhercegnő, Spanyol-Németalföld helytartója (főkormányzója): 1507-1530

### I. Ferdinánd császártól az osztrák ág kihalásáig
Folytatás innen ♥!
- I. Ferdinánd (1503-1564), király: 1556-1564 (koronázva: 1531), császár: 1558-1564, Ausztria uralkodó főhercege: 1521-1564[40], Csehország királya: 1526-1564, Magyarország királya: 1526-1564
  - II. Miksa (1527-1576), király: 1564-1576 (koronázva: 1562), császár: 1564-1576, Ausztria uralkodó főhercege: 1564-1576, Miksa, Csehország királya: 1564-1576 (koronázva: 1562), Miksa, Magyarország királya: 1564-1576 (koronázva: 1563)
    - II. Rudolf (1552-1612), király: 1576-1612 (koronázva: 1575), császár: 1576-1612, V. Rudolf, Ausztria uralkodó főhercege: 1576-1608 (lemondatva), Csehország királya: 1576-1611 (koronázva: 1575, lemondatva), Rudolf, Magyarország királya: 1576-1608 (koronázva: 1572, lemondatva)
    - III. Ernő[41] (1553-1595) osztrák főherceg, Alsó-Ausztria kormányzója: 1576-1593, Belső-Ausztria kormányzója: 1590-1593, Ausztriai Ernő, Spanyol-Németalföld helytartója (főkormányzója): 1594-1595
    - Mátyás (1557-1619), császár: 1612-1619, Ausztria uralkodó főhercege: 1608-1612, Csehország királya: 1611-1619, Magyarország királya: 1608–1619
    - III. Miksa (1558-1618) osztrák főherceg, Belső-Ausztria kormányzója: 1593-1595, Tirol kormányzója: 1602-1618
    - VII. Albert (1559-1621) osztrák főherceg, Ausztriai Albert, Spanyol-Németalföld helytartója (főkormányzója): 1596-1621

  - II. Ferdinánd (1529-1595) osztrák főherceg, Elő-Ausztria[42] és Tirol uralkodó hercege: 1564-1595
  - II. (Stájer) Károly (1540-1590) osztrák főherceg, Belső-Ausztria főhercege: 1576-1590
    - Mária Krisztierna (1574-1621), osztrák főhercegnő, Erdély helytartója: 1598-1599[43]
    - II. Ferdinánd (1578-1637), császár: 1619-1637, III. Ferdinánd, Ausztria uralkodó főhercege: 1619-1637, Csehország királya: 1619/1620-1637 (koronázva: 1617), Magyarország királya: 1619-1637 (koronázva: 1618)
      - III. Ferdinánd (1608–1657), király: 1637-1657 (koronázva: 1636), császár: 1637-1657, IV. Ferdinánd, Ausztria uralkodó főhercege: 1637-1657, Csehország királya: 1637-1657, Magyarország királya: 1637-1657 (koronázás: 1625)
        - IV. Ferdinánd (1633-1654), társuralkodó: 1653-1654 (király), Csehország királya (társuralkodó): 1646-1657, Magyarország királya (társuralkodó): 1647-1654
        - I. Lipót (1640-1705), császár: 1658-1705, VI. Lipót, Ausztria uralkodó főhercege: 1657-1705, Csehország királya: 1657-1705 (koronázás: 1656), Magyarország királya: 1657-1705 (koronázás: 1655)
          - I. József (1678-1711), király: 1705-1711 (koronázása: 1690), császár: 1705-1711, Ausztria uralkodó főhercege: 1705-1711, Csehország királya: 1705-1711, Magyarország királya: 1705-1711 (koronázás: 1687)
          - Ausztriai Mária Erzsébet (1680-1741) osztrák főhercegnő, Osztrák-Németalföld helytartója (főkormányzója): 1725-1741
          - VI. Károly (1685-1740), császár: 1711-1740, III. Károly, Ausztria uralkodó főhercege: 1711-1740, II. Károly, Csehország királya: 1711-1740, III. Károly, Magyarország királya: 1711-1740
            - Mária Terézia (1717-1780), császárné: 1745-1765, Ausztria uralkodó főhercegnője: 1740-1780, Csehország királynője: 1740-1780, Magyarország királynője: 1740-1780. Férje: I. (Lotaringiai) Ferenc István (1708-1765), császár: 1745-1765, III. Ferenc István, Lotaringia hercege: 1729-1736, II. Ferenc István, Toszkána nagyhercege: 1737-1765
            - Ausztriai Mária Anna (1718-1744) osztrák főhercegnő, Osztrák-Németalföld helytartója (főkormányzója): 1744-1744

      - Lipót Vilmos (1614-1662), osztrák főherceg, Spanyol-Németalföld helytartója (főkormányzója): 1647-1656

    - V. Lipót (1586-1632) osztrák főherceg, Tirol kormányzója: 1619-1626, Tirol hercege: 1626-1632
      - Ferdinánd Károly (1628-1662) osztrák főherceg, Tirol hercege: 1646-1662
      - Zsigmond Ferenc (1630-1665) osztrák főherceg, Tirol hercege: 1662-1665